# ロマノフ家の処刑
ロマノフ家の処刑（Расстрел царской семьи）とは、ロシア帝国のロマノフ家（皇帝ニコライ2世や妻のアレクサンドラ・フョードロヴナ、夫妻の5人の子供オリガ、タチアナ、マリヤ、アナスタシア、アレクセイ）と幽閉先に同行することを選んだ人すべて（有名なところではエフゲニー・ボトキンやアンナ・デミドヴァ、アレクセイ・トルップ、イヴァン・ハリトーノフ）が、1918年7月17日にエカテリンブルクのイパチェフ館で銃撃・銃剣突き・銃床で殴るなどによって殺害された事件である。

## 概要
ニコライ2世とその家族は、ウラル地区ソビエトの命令により、ヤコフ・ユロフスキーが指揮するボリシェヴィキ軍により殺された。その際遺体は切り裂かれ、焼かれ、コプチャキ街道沿いの森の中にあるガニナ・ヤマと呼ばれる野原に埋められた。
「家族全員がニコライ2世と同じ運命をたどった」との情報を得ていたにもかかわらず、ボリシェヴィキはニコライは死んだと報じただけであった。ボリシェヴィキの公式な発表は「ニコライの妻と息子は安全な場所に送られた」というものだった。8年を超える年月の間 ソビエト指導部は一家の運命に関する組織的なデマ網を維持した。1919年9月からは一家が左翼革命から避難する過程で革命派によって殺害されたと主張し、1922年4月からは一家が死んだことを公然と否定した。ある白系ロシア人による調査が出版された後の1926年、ボリシェヴィキは一家が殺害されたことを認めたが、遺体は損壊されており、レーニン内閣の責任は認められないという立場を維持した。ロマノフ僭称者の登場は、ロシア・ソビエト連邦社会主義共和国による一家の殺害からメディアの関心を引き離した。1938年からは、ヨシフ・スターリンにより一家の運命についての議論が抑圧された。
埋葬地はアマチュア探偵のアレクサンドル・アヴドーニンとボリシェヴィキ出身の両親を持つ映画監督のゲリー・リャボフによって1979年に明らかにされたが、一家の遺体はグラスノスチ時代の1989年まで公開されることはなかった。遺体がニコライ2世らのものであることは、法医学的調査やDNA調査により確認された。殺害から80年後の1998年、遺体はサンクトペテルブルクの首座使徒ペトル・パウェル大聖堂に再埋葬されたが、その際に行われた葬儀には遺体が本物であることを疑問視するロシア正教会の幹部は出席しなかった。2007年、アマチュア考古学者により第二の埋葬地が発見され、一家の埋葬地から発見されていなかったロマノフ家の2人の子供の遺体がそこから見つかった。しかし、2人の遺体は更なるDNA検査の間、国営納骨堂に保管されている。2008年、長期にわたる膨大な法的論争の後で、ロシア連邦検事総長局は、「政治的抑圧の犠牲者」としてロマノフ家の名誉を回復した。1993年、ソ連崩壊後の新生ロシア政府により一家の処刑は刑事事件として審理されたが、加害者が死亡しているとの見地から誰も起訴されなかった。
一部の歴史家は、処刑命令を下したのはモスクワの政権、具体的にはヤーコフ・スヴェルドロフとウラジーミル・レーニンであると考えている。レーニンらは、進行中のロシア内戦中において、接近中の（白軍と共にボリシェヴィキと戦う）チェコ軍団により帝室が救出されることを恐れていた。処刑への2人の関与はレフ・トロツキーの日記の一節によって裏付けられる。2011年、ウラジーミル・ソロヴィヨフが率いる調査は結論を下し、ソ連崩壊後の時代に政府公文書の公開が行われたにもかかわらず、いまだにレーニンもしくはスヴェルドロフが命令を煽動したことを示す文書は見つかっていないが、2人が処刑後に一家の殺害を事後承認したのは確実だとした。ロマノフ家を厳重な管理下に置いていたにもかかわらず、レーニンは自分の名前がいかなる公式文書においても一家の殺害との関係を示さないよう確実にした。ボリス・エリツィン大統領は1998年に行われた一家の国葬で、この殺害はロシア史上最も恥ずべきページの一つであると表明した。

## 背景

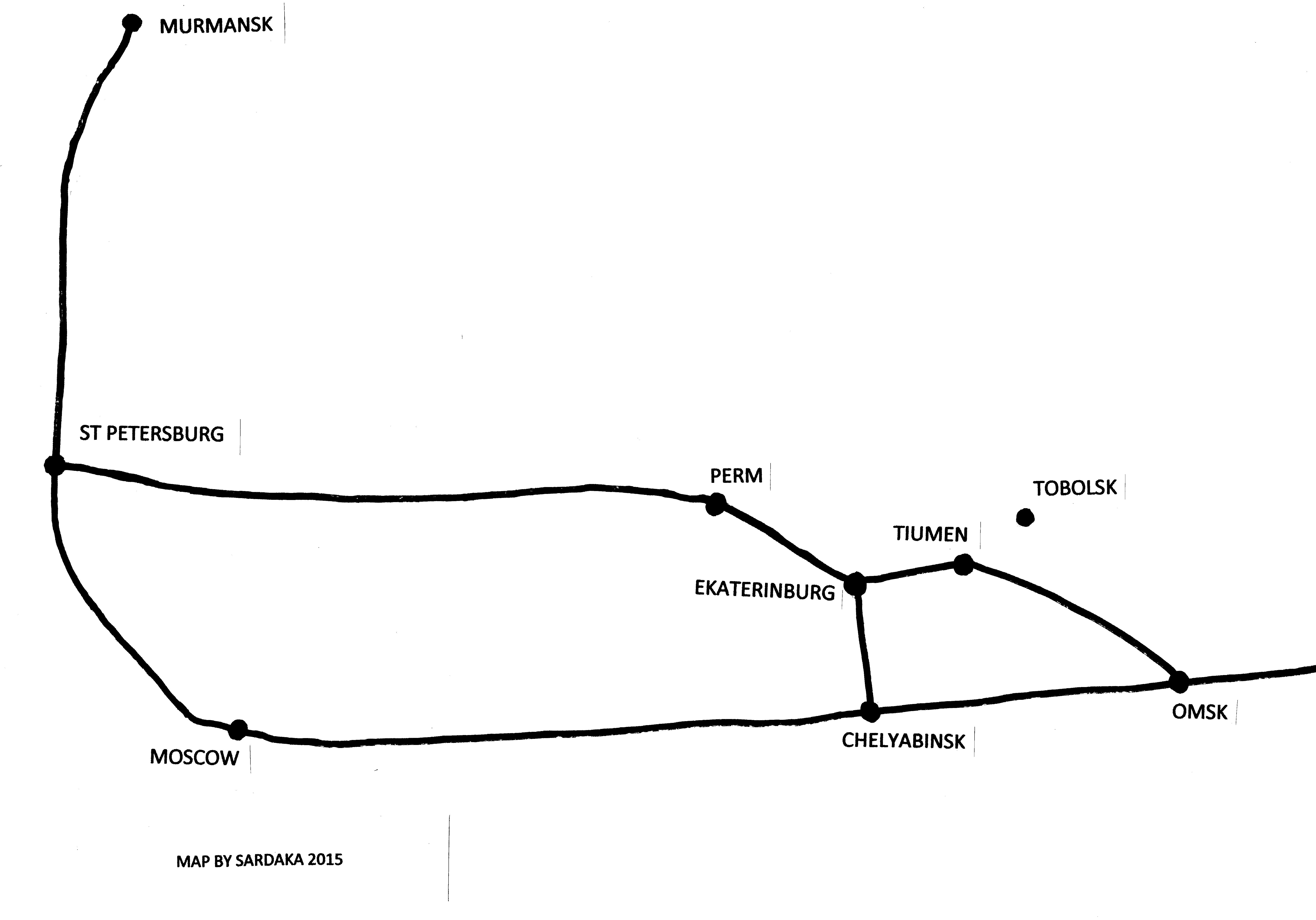
帝政崩壊からエカテリンブルクでの皇帝一家殺害までにロマノフ家の人々が幽閉された場所の略図

1917年3月22日、ロシア革命(2月革命)によってもはや君主ではなくなり、歩哨たちから軽蔑とともに「ニコライ・ロマノフ」と呼ばれる立場になったニコライ2世は、ツァールスコエ・セローのアレクサンドロフスキー宮殿で家族と再会した。革命後の臨時政府により、ニコライは家族や侍従たちとともに自宅軟禁状態に置かれ、一家は宮殿内で監視役の兵士に囲まれつつ幽閉生活を送った。
1917年春、臨時政府首相のアレクサンドル・ケレンスキーは、高まる革命の動乱から一家を保護するという名目で、ロマノフ家をシベリアのトボリスクに避難させた。ケレンスキーは「皇帝を殉教者にしてはなならない」と考えた。そこでロマノフ一家は元知事の邸宅に住み、廷臣、侍女、従者、料理人と快適な生活を送った。
1917年10月にボリシェヴィキが権力を握ると、幽閉はしだいに厳格なものになり、ニコライを裁判にかけることも頻繁に議論されるようになった。
ニコライは肩章を着用することを禁じられ、歩哨は塀に娘たちの感情を害するような猥褻なスケッチを落書きした。クーデターから数日後の1917年11月初め、ボリシェヴィキ党員の大方は、皇帝を裁判にかけることには同意したが、皇帝の家族の措置については提案していなかった。トロツキーは見せ物裁判を願った。レーニンは皇帝は「特別な敵」であり「300年の恥辱」であったために皇帝殺害に罪悪感はなく、レーニンは「帝室一家の誰を殺すべきかについて、ネチャーエフは「ロマノフ家全員だ」と答えている。あれは天才だ」と絶賛していた。しかし、ドイツ皇帝と親戚なのでドイツの出方をレーニンは心配した。ヤーコフ・スヴェルドロフは旧友でウラル地区ソビエト議長・エカチェリンブルク共産党指導者フィリップ・ゴロシショキンをレーニンに「冷酷で精力的」な性格で、皇帝殺害に適切な人間であるとして推薦し、レーニンはこれを承認した。
1918年3月1日、一家に与えられるのは兵士への配給品のみになり、家族はバターとコーヒーを諦め、献身的な10人の召し使いとも別れなければならなかった。ボリシェヴィキが力を増すにつれ、政府は4月にニコライとアレクサンドラ、娘のマリアをヴァシーリー・ヤコヴレフの指揮の下、エカテリンブルクに移送した。アレクセイは酷い血友病を患っており、両親と同行することはできず、姉妹のオルガやタチアナ、アナスタシアとともにトボリスクに残った。アレクセイらがトボリスクを離れたのは1918年5月になってからだった。一家は数名の残った家臣とともに「特別な目的の家」（ロシア語: Дом Особого Назначения）と呼ばれるエカテリンブルクのイパチェフ館に幽閉された。
逮捕された者はすべて人質として拘束される。そして、この町におけるほんの些細な反革命活動の試みすらも、これらの人質の即決処刑につながる。—エカテリンブルクにおける一家の幽閉を統括したボリシェヴィキの戦争委員フィリップ・ゴロシェキンによる地元新聞での発表

### 「特別な目的の家」

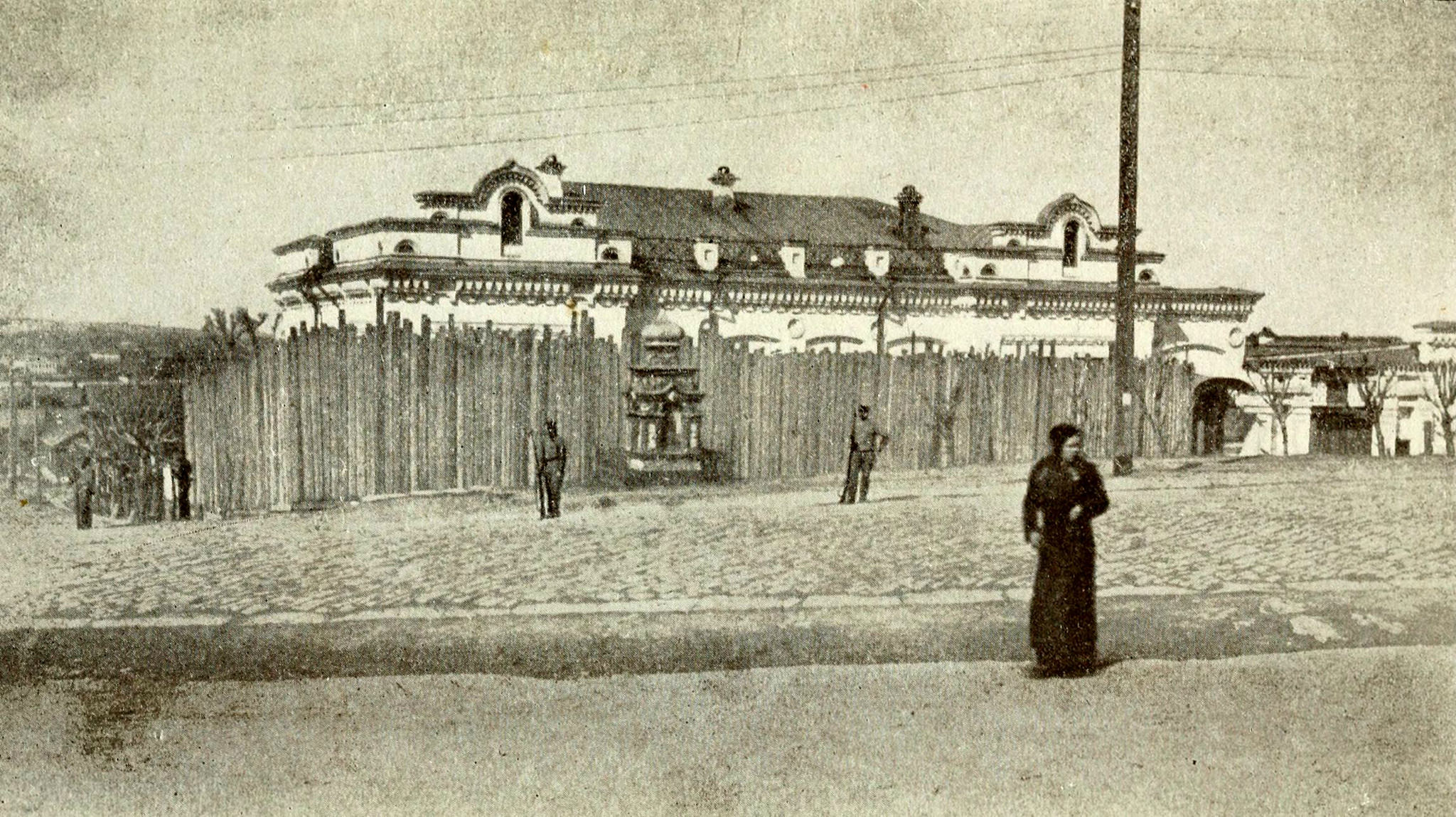
ニコライやアレクサンドラ、マリアが1918年4月30日に到着する直前に建てられた柵に囲われたイパチェフ館。左上部の屋根裏部屋のドーマー窓にはマキシム機関銃が設置されていた。そのすぐ下にはツァーリ夫妻の寝室があった。

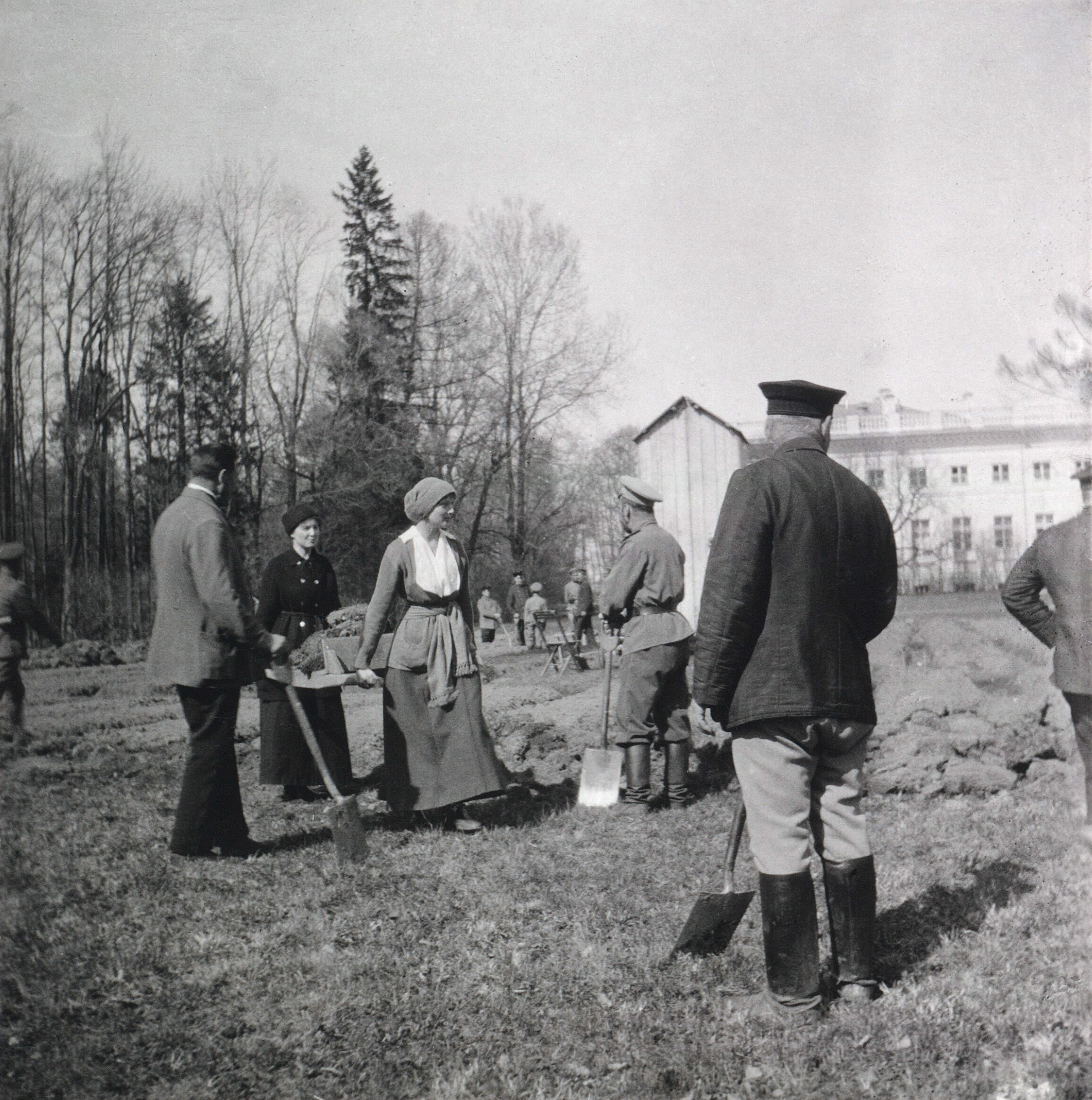
1917年5月にアレクサンドル宮殿の家庭菜園で働くニコライ2世とタチアナ、アナスタシア・ヘンドリコヴァ。イパチェフ館での一家にはこのような楽しみは許されなかった。

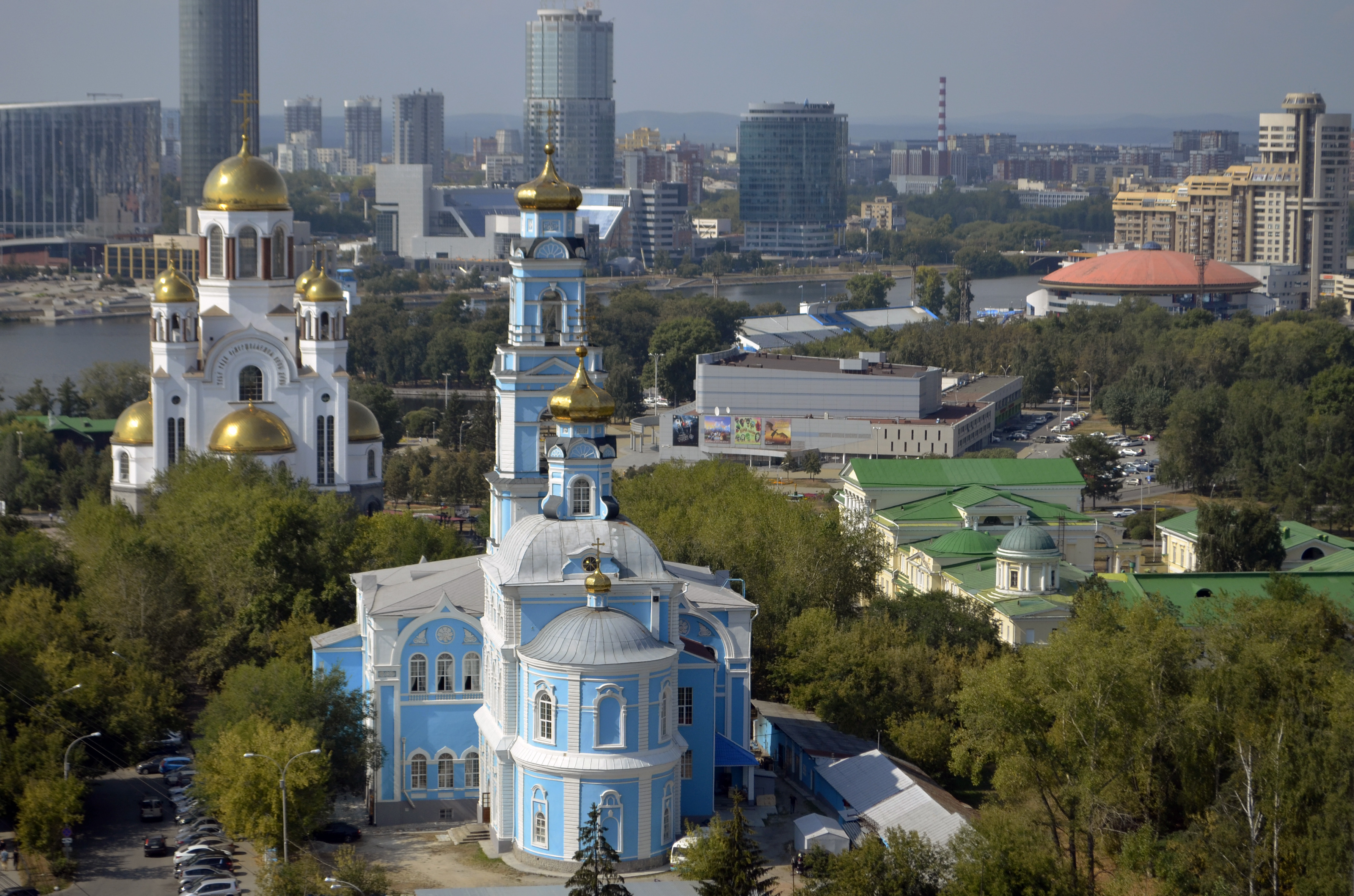
イパチェフ館のあった場所に建てられた血の上の教会（2016年撮影・上部左）。手前に映るヴォズネセンスキー聖堂のベルフライには、館の南東部のツァーリ夫妻の寝室に照準を合わせた機関銃が置かれていた。

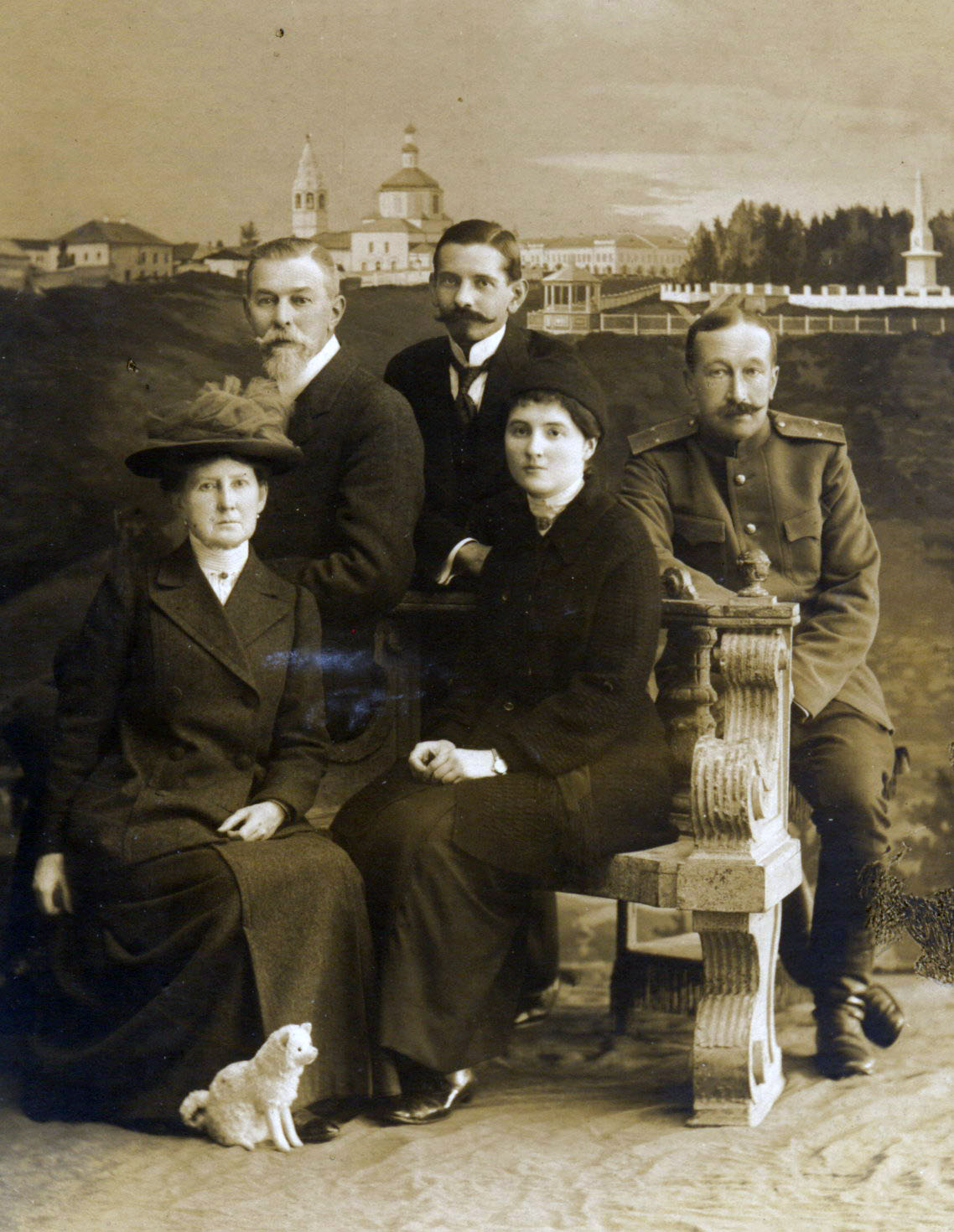
ロマノフ家の側近。左から右に：キャサリン・シュナイダー、イリヤ・タチシチョフ伯爵、ピエール・ジリヤール、アナスタシア・ヘンドリコヴァ伯爵夫人、ヴァシーリー・ドルゴルーコフ公爵。イパチェフ館ではロマノフ家と接触することを禁じられていた。ジリヤール以外の全員が、後にボリシェヴィキに殺された。

帝室はイパチェフ館に厳しく隔離されたままであった。ロシア語以外の言語を話すことを厳しく禁じられた。内庭の離れ家に置いた手荷物を取りに行くことを禁じられた。ブローニーと撮影器具は、没収された。召し使いはロマノフ家を名前と父称でのみ呼ぶよう命じられた。一家は「ウラル地方ソビエト財務官による保管」を理由に金を没収され、所有物の日常的な点検とアレクサンドラや娘の腕から金のブレスレットを奪われるようなことを余儀なくされた。館は館から通りを見辛くする4メートル(14フィート)の高さの二重の柵で囲まれていた。出来合いの塀は、ヴォズネセンスキー通りに沿って庭を封鎖していた。6月5日に館を完全に封鎖する最初のものより高く長い二番目の柵が構築された。二場目の柵が建設された理由の一つは、ニコライが庭の二重のブランコを使う際に外から柵の上にその脚が見えてしまうことが分かった点であった。
一家のいる全ての部屋の窓は密閉され、新聞紙で覆われた（後に5月15日にホワイトウォッシュで塗られた）。家族の唯一の換気口は、皇孫の寝室のフォルトチカであったが、外を見ることは厳しく禁じられ、5月にアナスタシアが覗き見た際には歩哨がアナスタシアに向けて発砲した。繰り返し要請すると、ツァーリ夫妻の角の寝室の窓二つの内の一つが1918年6月23日に覆いの密閉が解かれた。しかしその結果、衛兵は見張りを強化するよう命じられ囚人は銃撃される恐怖と共に窓から顔を出したり外の誰かに合図を送ろうとしないように警告された。この窓から館から通りを隔てたところにあるヴォズネセンスキー大聖堂の尖塔が見えた。鉄製の格子がアレクサンドルが解放した窓に近寄り過ぎないようにとのユロフスキーの度重なる警告を無視すると6月11日に組み込まれた。
衛兵司令官や上級の補佐官は、一家のいる部屋全てにいつでも完全に入れた。囚人は風呂や踊り場の洗面所を使おうと部屋を出たい時はいつもベルを鳴らすよう要求された。しかし衛兵が日常的に水が枯渇していると不平を言うと厳格な水の配給が囚人に適用された。レクリエーションは毎日、午前と午後にそれぞれ30分間だけ許された。しかし囚人は衛兵の誰とも口をきいてはならないという厳格な指示を受けていた。配給はほとんどの場合朝食は紅茶と黒パン、昼食はカツレツか肉の入ったスープであり、囚人は「もはやツァーリのように暮らすことはできない」と言い渡された。
6月中旬、ノヴォティフヴィンスキー修道会の修道女もほとんどは捕えている人々に掠め取られたが毎日一家の食事を届けた。一家は訪問を受けることや手紙のやり取りを許されなかった。アレクセイの治療にあたるウラジーミル・デレヴェンコ博士の日常的な訪問がユロフスキーが司令官になると制限される一方で、エレナ・ペトロヴナが6月に館を訪れたが、衛兵に銃口を突き付けられて入館を拒否された。近くの教会のミサに出かけることは許されなかった。6月上旬、一家はもはや日刊紙を受け取ることができなくなった。
正常な感覚を維持するためにボリシェヴィキは1918年7月13日にロマノフ一家に対し仕える召し使いの内の2人（クレメンティイ・ナゴルーヌイ（アレクセイの従兵）とイヴァン・セドネフ（OTMAの召し使いでレオニード・セドネフの叔父））が「この政権から（例えばエカテリンブルクやペルミの司法管轄区から）送られた」と保証した。しかし2人はボリシェヴィキが5月にイパチェフ館から排除した後に既に死亡しており、白衛軍に殺された地元のボリシェヴィキの英雄が死んだことへの報復として7月6日に他の捕虜の一団と共にチェーカーに射殺された。7月14日、司祭と助祭がロマノフ家のために典礼を執り行った。翌朝4人の女中がポポフ館とイパチェフ館の床を洗うために雇われ、生きた一家の姿を見た最後の市民となった。どちらの場合も一家とは如何なる形でも口をきいてはならないという厳格な指示がなされていた。ユロフスキーは典礼の間や女中が一家と共に寝室を清掃する間、常に監視を続けた。
屋内の衛兵16人は、勤務中は地下か廊下、司令官の事務所で寝た。パーヴェル・メドヴェージェフ率いる屋外の衛兵は56人いて、反対のポポフ館に宿をあてがわれた。衛兵はポポフ館やイパチェフ館の地下室に性行為や飲み会に女を連れ込むことを許された。機関銃の台座が4か所あった。一つは館に向ける目的でヴォズネセンスキー大聖堂の鐘楼にあり、二つ目は通りに面したイパチェフ館の地下の窓にあり、三つ目は館の裏庭を見渡せるバルコニーを狙い、四つ目はツァーリ夫妻の寝室の上に直接交差点を見渡せる屋根裏部屋にあった。イパチェフ館内と周辺に衛兵が10人配置され、屋外は日夜一時間に2回巡回が行われた。5月上旬、衛兵は囚人からダイニングルームのピアノを取り上げ、ロマノフ家の寝室の隣室にある司令官の事務所に移した。ここで飲んだり煙草をふかしたりしながらロシアの革命歌を歌って夕方に恥をかかせて楽しんだ。没収した蓄音機でロマノフ家のレコードも聴いた。踊り場の洗面所も壁の政治的なスローガンや猥褻な絵画を落書きした衛兵に使われた。一家が殺された時点で衛兵の数は全部で300人となった。
ユロフスキーが7月4日に司令官をアレクサンドル・アヴデーエフと交代すると、屋内担当だった衛兵をポポフ館に異動させた。上級の補佐官は維持されたが、玄関を監視するように指示され、ユロフスキー付にのみ認められた栄誉であったロマノフの部屋に出入りすることはもはやできなくなった。配置転換はユロフスキーの依頼によりヴェルフイセツク工場の志願兵大隊から地元のチェーカーにより選ばれて行われた。聞かれたことは全て答えられる献身的なボリシェヴィキが求められた。衛兵は秘密を守ることを誓わされて必要ならツァーリを殺す準備が行われることを理解した上で雇われた。この段階では一家や召し使いを殺すことについて何も言われなかった。アヴデーエフの下で行われた親交の反復を防ぐためにユロフスキーは主に外国人を選んだ。ニコライは7月8日の日記にレッツ（この用語はロシア語起源でなく欧州の誰かを定義するためにロシアで用いられた）と表現しながら「新しいラトビア人が立哨している」と記した。新しい衛兵の指揮官は、リトアニア人のアドルフ・レパに率いられていた。
ボリシェヴィキが当初ロマノフ家を裁判にかけたかったことから、エカテリンブルクで赤軍によりロマノフ家は勾留されていた。内戦が続き白軍（反共軍の緩やかな連合軍）がエカテリンブルクを陥落させる恐れがあったため、ロマノフ家が白軍の手に落ちる恐れがあった。このことは二つの理由からボリシェヴィキには受け入れ難いことであった。第一にツァーリや家族の誰かが白軍の運動への支援に結集する象徴となりかねず、第二にツァーリが死ねばその家族の誰かが他の欧州諸国によりロシアの正統な支配者とみなされることであった。このことは白軍のために外国からの大規模な干渉に向けた交渉ができることを意味しかねなかった。
1918年7月半ば、チェコ軍団が既に支配していたシベリア鉄道を守るため、エカテリンブルクに迫っていた。歴史家のデヴィッド・バロックによると、混乱に陥り囚人を処刑したボリシェヴィキは、チェコ軍団は一家を救出する使命を帯びていると誤解した。チェコ軍団は1週間も経たずに到着し、7月25日にエカテリンブルクを陥落させた。
帝室一家が6月後半に勾留されている間に、ピョートル・ヴォイコフとウラル地区ソビエト代表アレクサンドル・ベロボロドフは、チェーカーの命令で平静を保ちながら一家の救出を求める君主主義者の官吏であると主張するフランス語で書いた手紙の密輸をイパチェフ館に命令した。ロマノフの返答と共に（空白や封筒に書かれた）この偽造された手紙は、モスクワの中央執行委員会（CEC）に帝室を「粛清する」更なる正当化の口実を与えた。後にユロフスキーは偽の手紙に応えることでニコライは「自身を罠に陥れる我々の早まった計画に貶められた」と述べた。
7月13日、イパチェフ館から通りを挟んでエカテリンブルク・ソビエトの退去と同市の支配の移転を要求する赤軍兵や社会革命党（エスエル党）、アナーキストの示威行動がヴォズネセンスキー広場で行われた。この反乱はツァーリ夫妻の寝室の窓で聞こえる所全ての参加者に向けて銃火を開いたピョートル・エルマコフ率いる赤衛軍を派遣することで激しく抑圧された。当局はこの事件をイパチェフ館の囚人の安全に脅威を与える君主主義者の率いる反乱と位置付けた。

### 処刑計画
ウラル地区ソビエトは6月29日の会合でロマノフ家を処刑すべきだと議決した。フィリップ・ゴロシェキンはツァーリの処刑を主張する伝言を携えて7月3日にモスクワに到着した。中央執行委員会の委員23人中7人だけが出席し、そのうちの3人がレーニン、スヴェルドロフ、フェリックス・ジェルジンスキーであった。ウラル地区ソビエトの幹部会は一家の処刑に向けた実際的な詳細を準備し最終認可に向けてモスクワと連絡を取りながら軍事的な状況が許せば実行する正確な日を決定すると議決した。
ツァーリの妻と子供の殺害も議論されたがいかなる政治的な反動を引き起こさないためにも秘密を保たなければならず、ドイツのウィルヘルム・フォン・ミルバッハ大使は、一家の健康を憂慮してボリシェヴィキに繰り返し問い合わせを行った。もう1人の外交官イギリスのトーマス・プレストン駐エカテリンブルク領事はイパチェフ館の近くに住み、ピエール・ジリアールやシドニー・ギブス、ヴァシーリー・ドルゴルーコフ公爵から(後に自身もユロフスキーの助手のグリゴリー・ニクーリンに殺される前に監獄から密かに持ち出した後者のメモ）ロマノフ家の助命の圧力を受けていた。しかし一家との面会を認めるようにというプレストンの要請は変わることなく拒否された。トロツキーが後に語ったように、一家の死が不可欠であったため「ツァーリ一家は機能的な遺伝とする王統の主要な方向そのものを形成するという理論の犠牲者であった」。一家の死に関することは一切レーニンと直接連絡を取る必要はないとの指令と共にゴロシェキンはモスクワとのロマノフ家に関する議論の概要を携えて7月12日にエカテリンブルクに報告した。
7月14日、ユロフスキーは埋め立て地と同時に可能な限り多くの証拠を破壊する方法の最終案を作成中であった。処分部隊を担当し辺鄙な田園地方を知っていると主張し、ユロフスキーが信頼を置くピョートル・エルマコフと頻繁に協議していた。ユロフスキーは一家と召し使いを逃げられない極狭い空間に集めたがっていた。この目的で選ばれた地下室は、射撃音や悲鳴さえも押し殺せるように釘付けされた閂で締めた窓があった。就寝中の夜の射撃や殺傷あるいは森で殺害し体に重りとして付けた金属の塊と共にイセットの池に放り込むのは、除外された。ユロフスキーの案は、宝石類のために女性を強姦したり身体を探ることを禁じなければならないことも考慮したが、同時に11人の囚人全員の効率的な処刑を行うというものであった。以前宝石類を押収した際には更に多くの物が衣類に隠されているとにらみ、残りを得る目的で全身を裸にした（脱がすことで持ち主を特定できないようにする目的であった）。
7月16日、ユロフスキーはウラル地区ソビエトから赤軍派遣団が全方面で退却していて処刑はもはや引き延ばせないと知らされた。最終的な認可を求める暗号電報が午後6時頃にゴロシェキンとゲオルギー・サファロフからモスクワのレーニンに宛てて送られた。ユロフスキーは進めるようにとの中央執行委員会からの命令が午後7時頃にゴロシェキンから送られたと言い張ったが、モスクワからの返答を証明する記録はない。
このことはスヴェルドロフが中央執行委員会名義で「審理」（処刑の暗号）の認可を確認する電報を送るよう、電信室に対して個人的に指揮したと1960年代後半に主張した元クレムリン衛兵アレクセイ・アキーモフの証言と一致するが、書式と受信用紙テープの両方が送られた直後にスヴェルドロフから送り返されるべきだとする強固な指令とも一致する。午後8時、ユーロフスキーは遺体を運ぶために遺体を巻く粗布の巻いたものを運ぶトラックを入手するお抱え運転手を送った。計画は射撃音を隠すために動かすエンジンと共に可能な限り地下の入口に近付けて止めるというものであった。ユロフスキーとパーヴェル・メドヴェージェフは、その夜に使うFN ブローニングM19002丁、アメリカのM19112丁、モーゼルC962丁、スミス&ウェッソン1丁、ナガンM18957丁などの短銃14丁を集めた。ナガンは相当量の煙とガスを発生する黒色火薬で動き、無煙火薬は段階的に用いられているだけであった。
司令官の事務所でユロフスキーは拳銃を支給する前に誰が誰を殺すのかを割り振った。エルマコフがナガン3丁、モーゼル1丁、銃剣で武装する一方、ユロフスキーはモーゼルとコルトを選択し、アレクサンドラとボトキンの2人の囚人を殺すことを割り当てられただけであった。レッツの内少なくとも2人、アンドラス・ヴェルハスとレッツ派遣団を担当するアドルフ・レパという名前のオーストリア・ハンガリー軍の捕虜は女性の射殺を拒否した。ユロフスキーは2人を「革命的義務における重要な場面で」失敗したとしてポポフ館に送った。「過度に血を流すことなく速やかに得られるように心臓を直接撃つ」よう命じた。ユロフスキーにしても殺害者の誰もが11人の遺体をどのように効率的に損壊するかという後方支援には加わらなかった。残りが後に反共主義の支援を結集する人々を最大限利用しようとする君主主義者に見つからないことを確実にするよう圧力を受けていた。

## 処刑

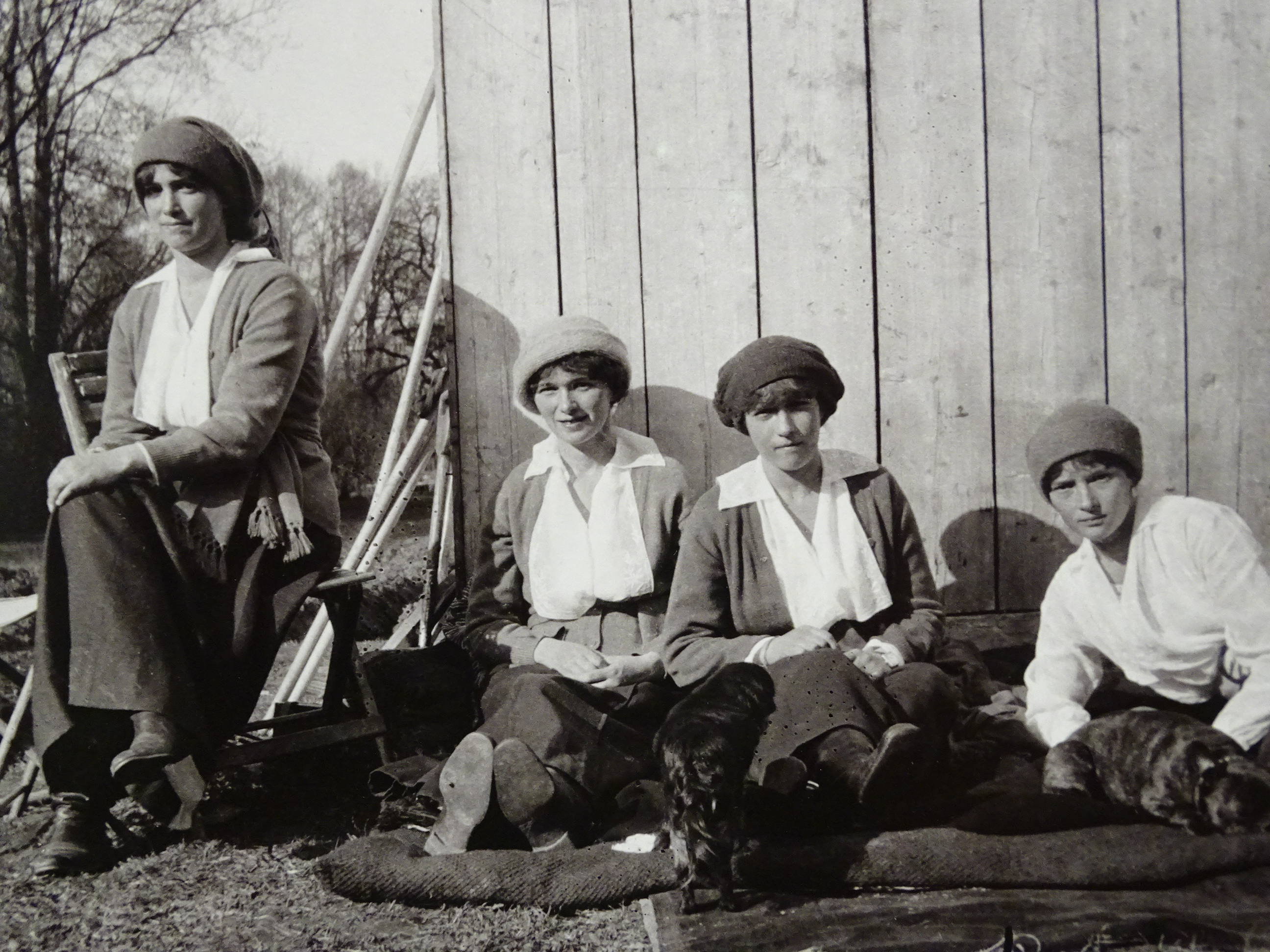
左から右へ：1917年春にツァールスコエ・セローで捕えられていたマリア、オリガ、アナスタシア、タチアナ。皇帝ニコライ2世の娘の最後の写真の一つ。

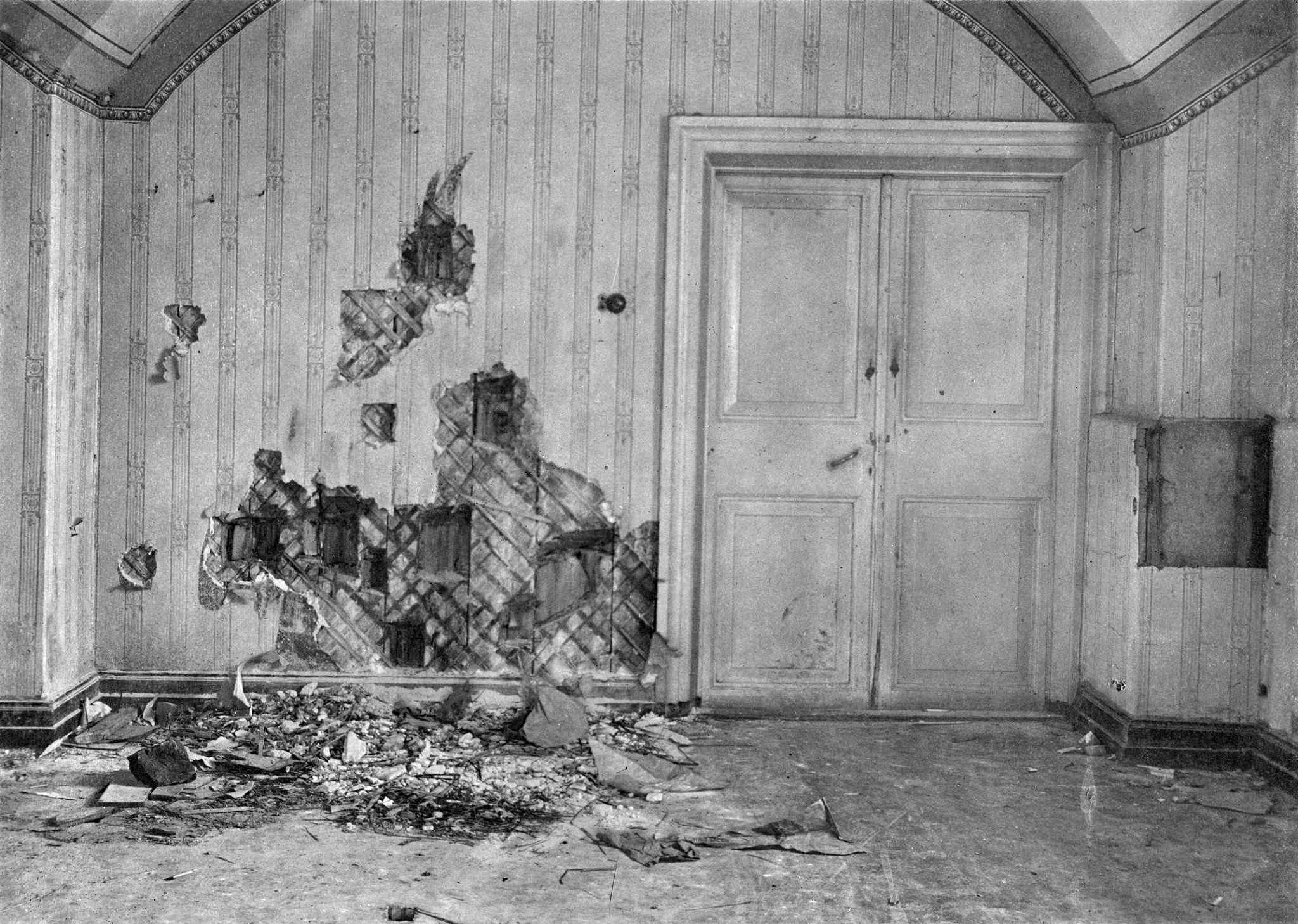
ロマノフ一家が殺された地下室。壁は1919年に探索者により銃弾などの証拠の探索で引き剥がされていた。物置につながる二重扉は処刑時は施錠されていた。

ロマノフ家が7月16日の夕食をとっている間にユロフスキーは居間に入り、キッチンボーイのレオニード・セドネフがエカテリンブルクに戻った叔父のイヴァン・セドネフに会うために出て行ったと知らせたが、イヴァンは既にチェーカーに射殺されていた。一家はレオニードがアレクセイの唯一の遊び友達で奪われた5番目の随員だと非常に憤慨したが、ユロフスキーから間もなく戻ってくると保証された。アレクサンドラは「本当かどうか。再び会えるのかどうか！」と死の数時間前に日記に書いており、ユロフスキーを信用していなかった。事実、レオニードはその夜はポポフ館にとどめられた。ユロフスキーにレオニードを殺す理由は見いだせず、処刑が行われる前に追い出しておきたかった。
1918年7月17日深夜午前1時半、ユロフスキーは一家がエカテリンブルクに危機が切迫しているため、安全な場所に移動するという口実の下、寝ている一家を起こして服を着るようロマノフ家の主治医エフゲニー・ボトキン博士に命じた。ロマノフ家はその際の半地下室(6m×5m)に行くよう命じられた。ニコライはアレクセイとアレクサンドラが座る椅子を2脚持って来られないかと尋ねた。ユロフスキーの助手グリゴリー・ニクーリンは、「相続人は椅子で死にたがっている。好都合なことに一脚与えられる」と意見を述べた。一家を載せるトラックが館に到着するまで囚人は地下室で待つよう言われた。数分後、秘密警察の処刑部隊が到着して、ユロフスキーはウラル・ソビエト執行委員会により発せられた命令を読み上げた。
ニコライ・アレクサンドロヴィチ。あなたの親族がソビエト・ロシアに対する攻撃を継続しているという事実を考慮して、ウラル・ソビエト執行委員会はあなたを処刑することを決定した。
家族の方を向いていたニコライは振り返り、「何だ? 何だ?」と言った。ユロフスキーは早口で命令を繰り返し、皇帝一家に銃口が向けられた。ニコライはそれ以上なにもいわず、家族の方を向いた。衛兵の回想によると、皇后とオリガは自分たちを祝福しようと試みたが、一斉射撃が始まってしまい果たせなかった。ユロフスキーによると、集められた処刑部隊全員がニコライを標的として胴体に向けて拳銃を発砲したと伝えられ、多くの銃弾が命中したニコライはすぐに死んだ。有頂天になったヴェルフイセツク担当の軍事委員ピョートル・エルマコフは、アレクサンドラの頭部を撃って射殺した。その際、大腿部を撃たれながら二重扉に向かって走ったマリアも撃ったという。残りの隊員は、最初の一斉射撃に伴う騒音と煙、塵で部屋中が満たされるまで入り乱れて互いの肩越しに射撃を続けた。
アレクセイ・カバノフは音量を確認しに通りに走り出しフィアットのエンジン音は別にして、ロマノフのいる部屋からの犬の鳴き声と射撃音が大きく明瞭に聞こえた。その際、カバノフは階下に急いで降りて射撃をやめ、銃床と銃剣で一家と犬を殺すように衛兵に言った。ユロフスキーは燃え尽きた火薬の煙や天井の埃、耳をつんざくような射撃音に開始からわずか数分で射撃を一旦やめざるを得なくなった。射撃をやめると、煙と塵を拡散させるために地下室の扉が開かれた。煙が少なくなるのを待つ間、処刑部隊は室内の呻き声と泣き声を聞いた。。煙が晴れるとニコライ、アレクサンドラ、召し使いのイヴァン・ハリトーノフ、アレクセイ・トルップが死んでいたが、めちゃくちゃな射撃のせいで一家の子供たちと召し使いの一部は軽傷を負っただけでまだ生きていることが明らかになった。
処刑時の射撃音は付近の住民に聞こえてしまい、多くの人を起こした。処刑部隊は今度はもっと正確に頭部を狙って射撃し、銃剣で止めをさすよう命令された。数分後に処刑が再開されて、主治医のボトキン博士が射殺された。ボトキンは最初の一斉射撃でロマノフの盾となり瀕死の重傷を負って横たわっていたが頭部を撃たれて死亡した。生き残った子供たちの中ではアレクセイが最初に死亡した。アレクセイは射撃に恐怖したまま椅子に釘付けになっており、彼の下着や略帽には宝石が縫い込まれていたため、エルマコフに銃剣で何度も突き刺されたが死なずに苦しんでいた。ユロフスキーはエルマコフを横に押しやってアレクセイの頭部を2発撃って射殺した。オリガとタチアナも銃剣で刺されたが、下着に縫い付けてあった宝石によって軽傷を負っただけで生きており、2人は立ち上がって逃げようとしたところにユロフスキーがタチアナの頭部を撃って射殺。その直後にオリガもエルマコフによって射殺された。マリアとアナスタシアも負傷していたがまだ生きていた。エルマコフの証言によると、銃剣でマリアを刺したが他の子供たちと同じように服に縫い付けてあった宝石によって保護されていたため、銃で2人の頭部を撃ったという。アレクサンドラの召し使いのアンナ・デミドヴァは、最初の一斉射撃から生き延びたが、宝石類を満たした小さな枕で自分を守ろうとして銃剣で刺殺された。処刑が終わり、遺体を部屋の外へ運び出そうとした時にマリアとアナスタシアは生きている兆候を見せた。マリアは起き上がって腕で顔を覆って泣き叫んだので、エルマコフはアレクサンドル・ストレコティンの小銃を奪い取ってマリアの腰を銃剣で突き刺したが、貫くのに失敗すると拳銃で彼女の頭を撃った。また、エルマコフの供述書には書かれていないが、マリアが動かなくなるまで顔を銃剣で刺し続けたとも証言している。暗闇の中のためストレコティンは銃剣で刺された女性をマリア（実際はアナスタシア）と誤認していた可能性がある。また刺した箇所は顔ではなく胸全体である。
アナスタシアは口から血を流しながら呻いて身体を動かしたため、エルマコフが銃剣で刺殺した。なお、ユロフスキーは皇女のどちらか1人が悲鳴を上げ、ライフル銃の台尻部分で後頭部に打撃を加えたと書いている。この場面を語る多くの報告がアナスタシアが最後に死亡したとしている。
ユロフスキーが犠牲者の脈を確認している間、エルマコフは銃剣で遺体を突き刺して回った。処刑は20分ほどで終わり、ユロフスキーは後にニクーリンの「兵器と必然的な神経の貧弱な支配力」を認めている。後世の調査ではこの処刑に70発もの射撃が行われた可能性があると見積もられ、実際に地下室と隣の墓場から銃弾57発が発見された。概ね隊員1人当たり7発が使われた。パーヴェル・メドヴェージェフの担架運搬人の一部は、金目の物を探して身体検査を始めた。ユロフスキーはこの光景を見て略奪した品を渡すか、さもなくば射殺すると言った。略奪の試みに、エルマコフの無能と酔っ払った状態が合わさって、ユロフスキーは自身が遺体の処分を監督せざるを得ないと確信した。アレクセイのスパニエルジョイだけがロシア内戦に介入していたイギリス人将校に救出されて生き残り、イングランドのウィンザーで晩年を過ごした。
アレクサンドル・ベロボロドフは暗号電報をレーニンの秘書官ニコライ・ゴルブーノフに送った。電報は白軍の調査官ニコライ・ソコロフにより発見され、下記の通りである。
家族全員が皇帝と同様に運命を共にしたことをスヴェルドロフに知らせる。公式には一家は疎開中に死亡したこととする。
モスクワからの代理として重要な目撃者だったチェーカーのアレクサンドル・リシツィンは、可能な限り速やかにロシアで出版されるかもしれないニコライやアレクサンドラの政治的に価値ある日記や手紙を処分した後にスヴェルドロフへの急派に任じられた。ベロボロドフとニクーリンはロマノフの部屋の略奪を監視し、一家の個人的な物全てを押収しながら、とるに足らなかったり無価値とみなされた物をストーブに投げ込んで焼却する一方、最も価値あるものをユロフスキーの事務に積み上げた。全てがロマノフ家の持っていたトランクに詰め込まれ、コミッサールの警護の下にモスクワに送られた。7月19日、ボリシェヴィキは没収したロマノフ家の私有財産を全て国有化し、同日スヴェルドロフは人民委員会議にツァーリの処刑を知らせた。

### 処分

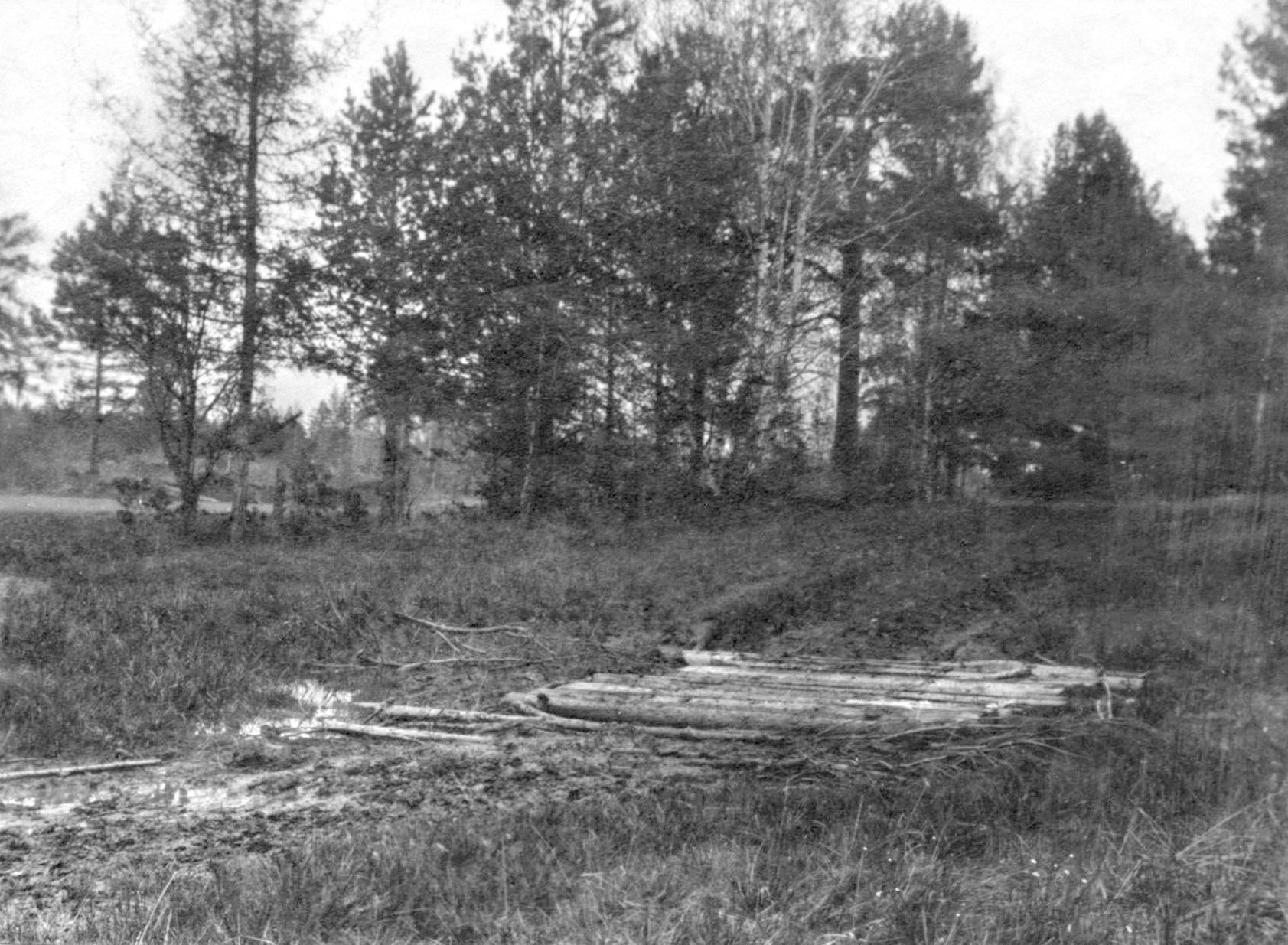
1919年のコプチャク街道の枕木。ニコライ・ソコロフ調査官は事実上第二の埋葬場所と気付かずにフィアットのトラックが7月19日午前4時30分に立ち往生した場所の証拠としてこの写真を撮影した。

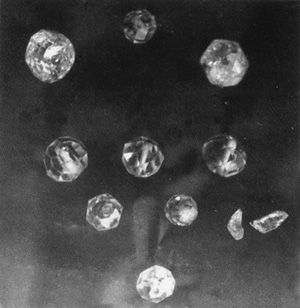
遺体の急ぎの処分でこのトパーズのような所有物数点がユロフスキーの従者に見過ごされ、結局1919年にソコロフにより発見された。

ロマノフ家や従者の遺体は、6×10フィートの荷台のある60馬力エンジン搭載のフィアットトラックに積み込まれた。大量に積み込んだ車は、コプチャキ街道沿いの森に向かって沼沢性の道を9マイル苦労して進んだ。ユロフスキーは飲んだくれのエルマコフが埋葬にシャベルしか持っていないことに気付くと激怒した。更に半マイルほど進みヴェルフイセツク作業場に向かう通りの185号線との交差点近くでエルマコフのために働く25人が馬と簡単な荷車を持って待っていた。この男たちは全員酔っていて、囚人が生きて運ばれてこなかったことに憤慨した。リンチ集団に加われると思っていて、殺害前に女性をいたぶれると期待していた。ユロフスキーは結局遺体の一部をトラックから荷車に移すことでエルマコフの従者を得て非常に困難な状態における管理を維持した。エルマコフの従者の内の数人が女性の遺体を下着に隠されたダイヤモンドを探して手荒に扱い、2人がアレクサンドラの陰部に指を入れた。ユロフスキーは銃口を向けて離れるよう命令し、ツァーリナの死体をいじった2人やその他略奪に関与した者たちを追い払った。
トラックはゴルノウラルスク線近くの湿地帯で前進することができなくなったため、全ての遺体が荷車に降ろされ処分地に運ばれた。荷車が「4人兄弟」と呼ばれる開けた場所にある廃坑が見える場所に来たころには日の出を迎えていた。エルマコフの従者の残りをユロフスキーが信頼せず、酔っ払った状態が不愉快であったために町に戻るよう命じられる一方で、ユロフスキーの従者は、初めて地元の尼僧から提供された固ゆでの卵（帝室一家用の食事）を食べ尽くした。
姉妹の中でマリアだけ宝石がなかったことについてジリヤールは「娘たちは宝石を縫い付けたブラジャーをしていただけでなく、この下着はまさに娘たちがつけていたものであったのだ。マリアがいないときにトボリスクで作られたものだから、そんな下着を着けているはずがない。この下着が誰かに着けられていたと考えるのは無茶な話だ。」と述べている。
またユロフスキーはこのことを知らないため、彼女について「特別な地位にあったことが確認された」「最初の二人の姉妹とは似ていないし、外見も似ていない。彼女はどこか内向的で、所謂義理の娘として家族の中にいた。」と振り返っている
遺体は立て坑に放り込まれ、硫酸を振りかけられた。その際初めて、ユロフスキーは立て坑が3メートル（9フィート）未満の深さであり、その下の濁った水が予想したように十分に死体を覆い隠せないことに気付いた。ユロフスキーは炭鉱を手榴弾で破壊しようとしたが失敗したため、従者が軽く土や枝で覆った。ユロフスキーはベロボロドフとゴロシェキンに報告しに、略奪した18ポンドのダイヤモンドを詰めた鞄を持ってエカテリンブルクに戻る間、この場所を警護する衛兵を残した。立て坑は浅さ過ぎると判断された。
地元のソビエトのセルゲイ・チュツカエフは、辺鄙で沼地の発見され難い墓場であるエカテリンブルクの西の更に深いとある銅鉱山についてユロフスキーに語った。7月17日夕方にこの場所を点検し、アメリカンスカヤ・ホテルのチェーカーに報告した。石油やケロシン、硫酸の入れ物や大量の乾燥した薪を入手する仕事をピョートル・ヴォイコフに割り振る一方でコプチャキ街道に送る追加のトラックを注文した。ユロフスキーも新たな場所への遺体の移動に用いる馬が引く荷車数台を確保した。数人のチェーカーの担当者と共にユロフスキーとゴロシェキンは、7月18日午前4時頃に炭鉱に戻った。びしょ濡れの死体は、手足に結んだロープを使って1人ずつ引っ張られタープの下に横たえられていた。深い炭鉱に遺体を運ぶ十分な時間がないかも知れないと憂慮したユロフスキーは、すぐさま別の埋葬の穴を掘るように従者に指示したが、地面は硬過ぎた。チェーカーと相談しにアメリカンスカヤ・ホテルに戻った。新たな炭鉱に埋葬する前に遺体に添えるコンクリートブロックを積み込んだトラックを確保した。二台目のトラックは、死体の移動を手伝うチェーカーの分遣隊を運んだ。ユロフスキーは7月18日午後10時に森に戻った。死体は再びその時までに沼地から救い出されたフィアットトラックに積み込まれた。
7月19日の早朝、街から遠い銅山に運ぶ間、フィアットトラックは再びガニナ・ヤマ（豚の牧草地）近くの沼地にはまり込んだ。従者がへとへとになり命令に従うのをほとんどが拒否したため、ユロフスキーはトラックがはまり込んだ道路の下に埋葬することに決めた。幅6×8フィート、僅か60センチメートル（2フィート）の深さの墓を掘った。ツァーリなどの遺体の前にアレクセイ・トルップの遺体が最初に放り込まれた。再び硫酸が浴びせられ、顔は人物の確認ができないように小銃の台尻で粉砕され、酸化カルシウムで覆われた。枕木が墓を隠す目的で墓の上に置かれ、枕木が地面に埋め込まれるまでフィアットトラックは前進と後退を繰り返した。埋葬は7月19日の午前6時に完了した。
9人だけの共同墓地を発見したものを混乱させる意図で、ユロフスキーはアレクセイ皇太子と姉妹の1人を15メートル（50フィート）離して埋葬した。この女性の遺体はひどく毀損されたので、報告ではアンナ・デミドヴァと間違えられていた。実際にはアレクサンドラの遺体を損壊したかった。アレクセイと姉妹の1人は焼かれ、残りの黒焦げになった骨は徹底的に鋤で粉砕され、小さい方の穴に放り込まれた。2007年8月に初めて発見される骨の破片44個が残った。

### ソコロフの調査

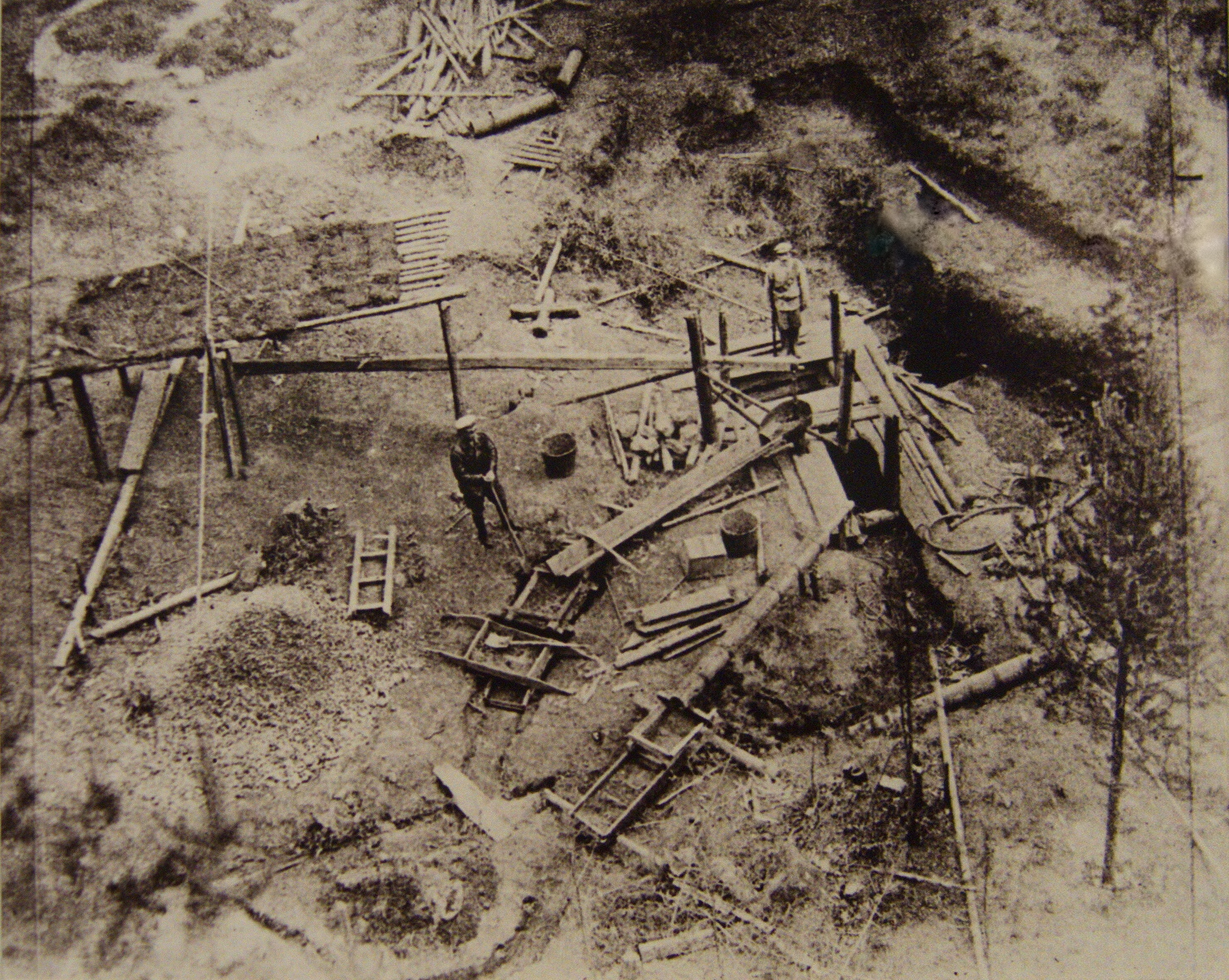
1919年春に炭鉱を検査するソコロフ調査官

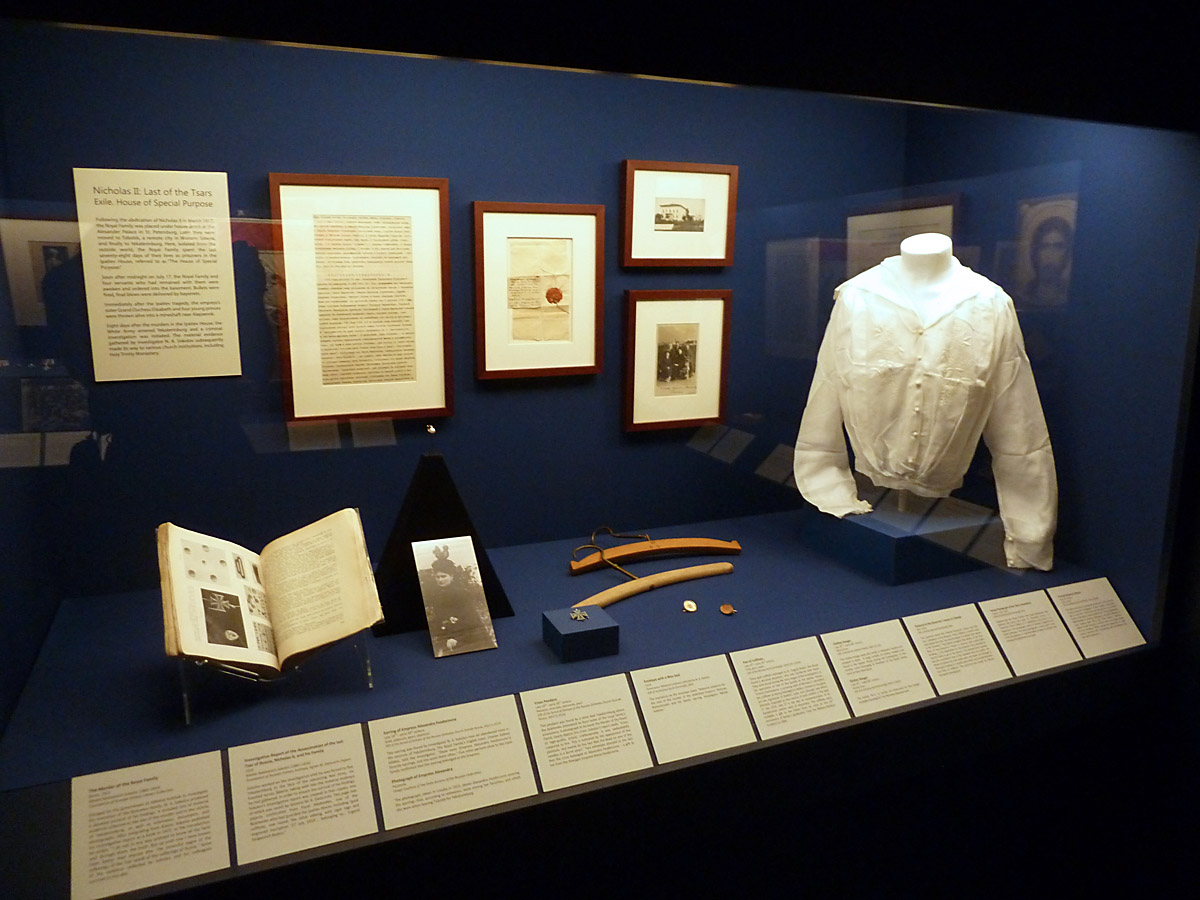
ニューヨーク州ジョーダンヴィルの聖三位一体神学校で展示されているロマノフ家の所有物。右に大公女の1人が所有していたブラウスがある。

7月25日にエカテリンブルクが反共の白軍の手に落ちると、アレクサンドル・コルチャーク将軍はその月の末に皇帝一家の殺害を調査するソコロフ委員会を立ち上げた。オムスク地方裁判所調査官ニコライ・ソコロフは1919年2月にロマノフの側近の数人（有名なところではピエール・ジリアールやアレクサンドラ・テグレヴァ、シドニー・ギブス）から聴取した。
遺体が当初捨てられた炭鉱とその周辺でソコロフはユロフスキーと従者に見落とされた数多くのロマノフ家の所有物や貴重品を発見した。その中には寸断され焼かれた骨の破片や凝固した脂肪、ボトキン博士の上の義歯と眼鏡、コルセット、記章とベルトのバックル、靴、鍵、真珠とダイヤモンド、使用済みの銃弾数個、切断された女性の指の一部があった。アナスタシアのキング・チャールズ・スパニエルの死骸だけが穴の中で見つかった。遺体が炭鉱に投げ込まれる前に犠牲者の衣類全てが焼かれたとのユロフスキーの報告と一致する浅い穴は衣類の痕跡をとどめていなかった。フィアットのトラックが7月19日の朝にはまり込んだ場所の証拠としてこの場所の写真を撮りながらソコロフはコプチャキ街道の秘密の埋葬場所を結局は発見し損なった。その後、ソコロフは1919年7月、ボリシェヴィキの反撃を受け、発見した遺品を入れた箱を持って国外に避難せざるを得なくなった。ソコロフは8巻に及ぶ写真と目撃した報告を集めた。調査を完了する前に1924年にフランスで心臓発作で死亡した。箱はブリュッセルのイクルの聖ヨブのロシア正教会に保管されている。
予備の報告がフランス語と当時のロシア語で同じ年に本として出版され、1989年までの69年間、殺害についての唯一正当とされる歴史的な真相とされた。ソコロフは射撃され刺殺されたアレクセイとアナスタシアを除いて囚人は銃撃で即座に死亡し、遺体は大掛かりなたき火で破壊されたと誤って断定した。皇后と子供がツァーリと共に殺害されたと認めながら、調査の公表と世界的な受容は、1926年にソコロフの著作を大いに盗用した政府公認の教科書を発行するようソビエト当局を促した。1938年、ヨシフ・スターリンはロマノフ殺害に関する討論全てを厳格に取り締まらせた。ソコロフの報告も発禁処分となった。
イパチェフ館はレオニード・ブレジネフ政権下の政治局により、「十分な歴史的重要性」を備えていないとみなされ、殺害から60年を翌年に控えた1977年9月に取り壊された。解体当時、スヴェルドロフスク州党委員会第一書記だったボリス・エリツィンは後年、備忘録に「早晩この一連の蛮行を恥と感ずるであろう」と書いた。館を取り壊しても巡礼や君主主義者がこの場所を訪れるのを止められなかったからだ。
地元のアマチュア探偵アレクサンドル・アヴドーニンとボリシェヴィキ出身の両親を持つ映画監督のゲリー・リャボフは、長年の秘密の証拠収集と主要な証拠研究を終えると1979年5月30日から31日にかけて浅い墓を発見した。三つの頭蓋骨が墓から持ち出されたが、検査を助ける科学者や研究所を見つけるのに失敗し、墓を発見したことで起きることについて憂慮したアヴドーニンとリャボフは、1980年の夏に再埋葬した。ミハイル・ゴルバチョフ書記長によるグラスノスチ（開放）とペレストロイカ（改革）の時代になると、リャボフはアヴドーニンの杞憂をよそに1989年4月10日にモスクワ・ニュースにロマノフの墓所を明かした。残りはソビエト当局者により1991年に発掘されたが、大急ぎで行われた「公式の発掘」のため、貴重な証拠を破壊しこの場所を台無しにした。
遺体に着衣はなく受けた損傷が激しいため、サンクトペテルブルクでアナスタシアのものと鑑定された残りの骨格が、本当にアナスタシアのものなのか、あるいはマリアのものか、論争が続いた。実際に森で発見された骨が完全にロマノフ家のものかについてロシア正教会内で相当な意見の相違があった。聖教会裁判所はペトロパヴロフスク要塞に埋葬する1998年2月の政府の決定に反対し、信頼性が確実になるまで「象徴的な」墓に収めることを好んだ。その結果、1998年7月に埋葬されるとき、帝室というよりは「革命によるキリスト教被害者」としてお勤めを行う司祭により言及された。
2007年7月29日、別の地元の愛好家団体がコプチャキ街道の主な墓から遠くない二つの小さなたき火の痕にあるアレクセイや姉妹の残したものを含む小さな穴を発見した。犯罪捜査官や遺伝学者がアレクセイとマリアと断定したが、「徹底的で詳細な」検査を要求する教会の決定を受けて現在も国立公文書館に保管されたままである。

## 死刑執行人

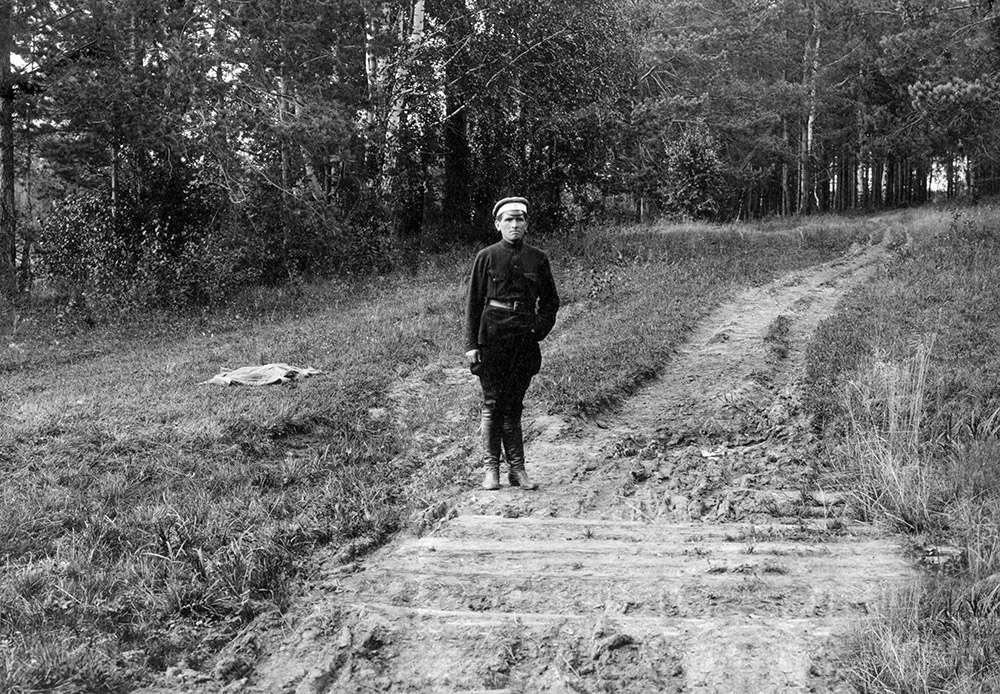
ピョートル・エルマコフは内戦を無傷で生き延びた。しかし他の殺害者とは違い栄誉や昇進を受けられず、不愉快になった。残りの人生では革命同様に殺人行為における役割を誇張することに執拗にこだわり優越感を得た。数回破壊もされたが、地元のロシア共産党党員は、毎年殺害者の記念日に墓石に敬意を払った。

マクシム・ゴーリキー記念ウラル国立大学歴史学教授イワン・プロトニコフは、死刑執行人がヤコフ・ユロフスキーやグリゴーリイ・P・ニクーリン、ミハイル・A・メドヴェージェフ（クドリン）、ピョートル・エルマコフ、ステパン・ヴァガノフ、アレクセイ・G・カバノフ（ツァーリの護衛兵の元兵士で典雅な機関銃を割り振られたチェキスト）、パーヴェル・メドヴェージェフ、V・N・ネトレビン、Y・M・ツェルムスであったと証明している。
ヤーコフ・スヴェルドロフの身近な同僚のフィリップ・ゴロシェキンは、エカテリンブルクに本部を置くウラル・ソビエトの軍事人民委員であったが、実際は参加せず、2〜3人の衛兵が参加を拒否した。ピョートル・ヴォイコフは570リットル（150ガロン）のガソリンと180キログラム（400ポンド）の硫酸を（後者はエカテリンブルクの薬局から入手した）手に入れて遺体の処理を手配する特別な任務を与えられた。目撃者であったが、死んだ大公女の所有物を略奪しながら後に殺害に参加したと主張した。殺害後に「世界は我々がしたことを知ることは決してないだろう」と述べた。1924年にヴォイコフはポーランド担当のソビエト大使に任命され、1927年7月にロシアのアナーキストに暗殺される。
帝室の殺害に直接共謀した人々は、殺害の直後は暫く生き残った。エルマコフの身近な同僚であるステパン・ヴァガノフは、チェーカーによる地元での残忍な弾圧に加わったために農民に襲撃され殺された。イパチェフ館警護の代表で殺害で主要な役割を果たした1人であるパーヴェル・メドヴェージェフは、1919年2月にペルミで白軍に捕えられた。チフスに罹った刑務所で死ぬ直前に行われた調査の過程で殺害に加わったことを否定した。アレクサンドル・ベロボロドフと副長のボリス・ディトコフスキーは、共に大粛清の1938年に殺された。フィリップ・ゴロシェキンはNKVD刑務所で1941年に射殺され、無標識の墓に処分された。
殺害の3日後、ユロフスキーはその夜の事件について個人的にレーニンに報告し、モスクワ市のチェーカーに任命されてその労を報いられた。1938年に60歳でクレムリン病院で死の床につきながら経済上の地位や党の地位の継承を勝ち取った。死ぬ前に殺害で使用した銃をモスクワの革命博物館に寄贈し、矛盾はあるが価値ある事件の証言を三つ残した。革命に際しての経歴を「最も幸せな人物」に仕立て上げながら、どのように「10月の嵐」が自分に「最も明るい側を与えた」か追憶した。1920年に会ったイギリスの将校は、ユロフスキーは殺害における役割について後悔していると言った。ユロフスキーと1964年に死亡した助手のニクーリンは、モスクワのノヴォデヴィッチ墓地に埋葬された。
レーニンはロマノフ朝を300年の不名誉である「帝政の汚物」と理解し会話や著作物でニコライ2世を「ロシア人民の最も憎むべき敵で血の死刑執行人、乱暴な憲兵」、「王冠を被った強盗」と言及した。ロマノフ家の運命についての最終的な責任や命令系統をレーニンに帰すような記録は、初めから作られることもなかったり注意深く秘密にされたりした。レーニンは、暗号電報で指令を発し元の電報や送信に使用された電報リボンさえも破壊するよう要求する彼の好んだ手法で、注意深く指揮した。人民委員会議や中央執行委員会の公文書同様に公文書2号（レーニン）や公文書86号（スヴェルドロフ）で明かされた文書は、通常人民委員会議の共同名で行われた機密メモや匿名の命令で党の「使い走り」の主人が指令を取り次ぐように任命されたことを明らかにしている。このような決定全てにおいてレーニンは通常具体的な証拠は保存されていないと言い張った。殺害に直接加わった人の備忘録同様にレーニンの全集第55巻は、スヴェルドロフとゴロシェキンの役割を強調しながら慎重に検閲された。
しかし、レーニンはトボリスクやシベリア横断鉄道沿いのウラル・ソビエトの非常に脅迫的な行為について心配することになりながら、1918年4月にエカテリンブルクではなくオムスクに更にニコライやアレクサンドラ、マリアを連行するというヴァシーリイ・ヤコヴレフの決定を承知していた。レーニンの政治生命の伝記は、初めはレーニンが（18時から19時にかけて）それからレーニンとスヴェルドロフが共に（21時30分から23時50分にかけて）ヤコヴレフの路線変更についてウラル・ソビエトと直接電報をやり取りしたことを確認している。ウラル・ソビエトに与えられるなら「荷物」は破壊されると警告しながら（山に隠れられる）ウファ県の更に辺鄙なシムスキー・ゴルニー区になお深く一家を連れて行くというヤコヴレフの要請にもかかわらず、レーニンとスヴェルドロフは、エカテリンブルクに連行すべきであると譲らなかった。レーニンの評判をどんな犠牲を払っても守り疑惑を彼に向けさせないよう、ソビエトの正史は、ニコライを軍事的敗北と数多の国民の死をもたらす決定をした弱くて無能な指導者と描写し、、ロマノフ家「粛清」の責任は、ウラル・ソビエトとエカテリンブルクのチェーカーにあるとされた。

## その後

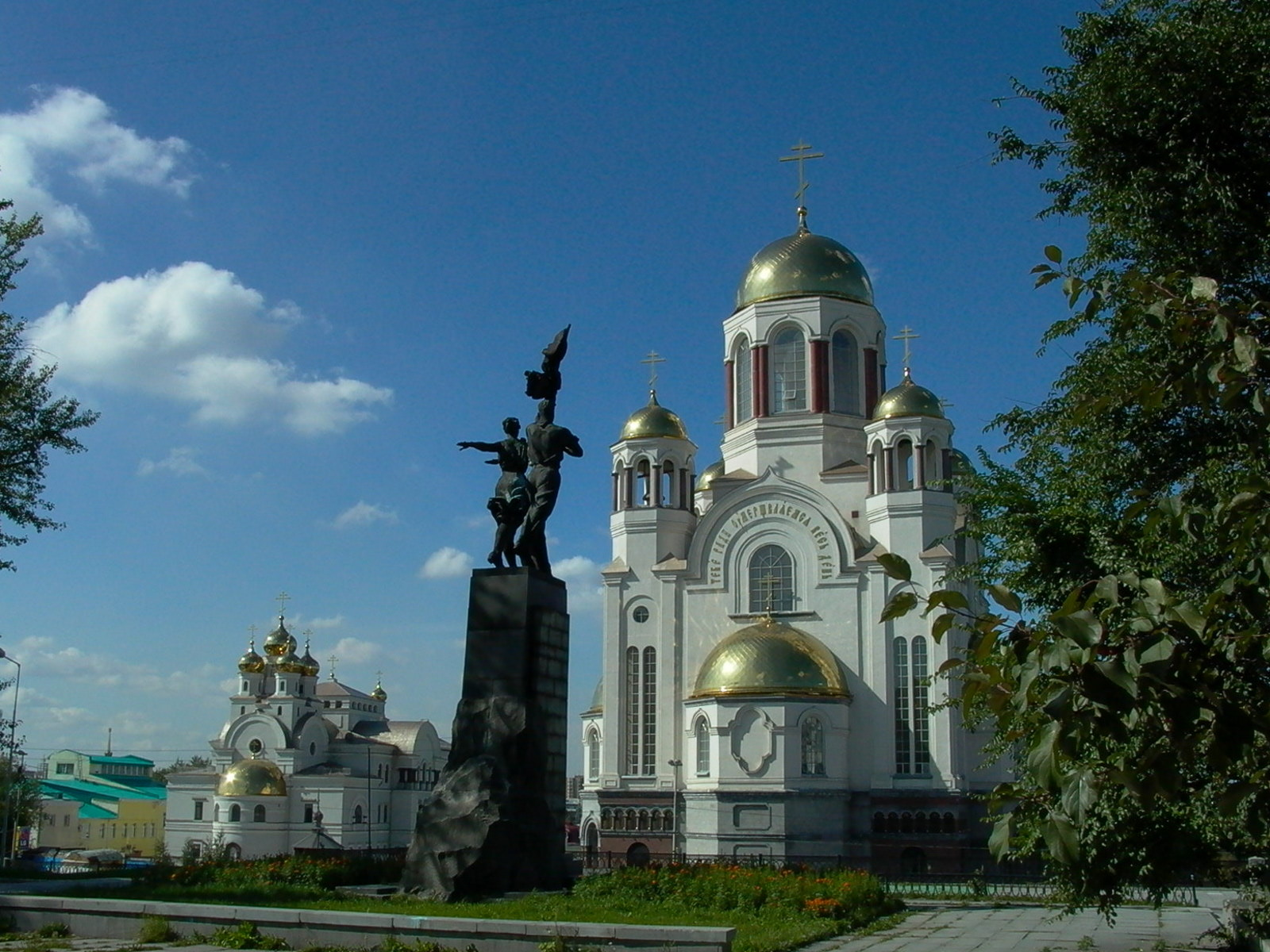
イパチェフ館のあった場所に建てられた血の上の教会

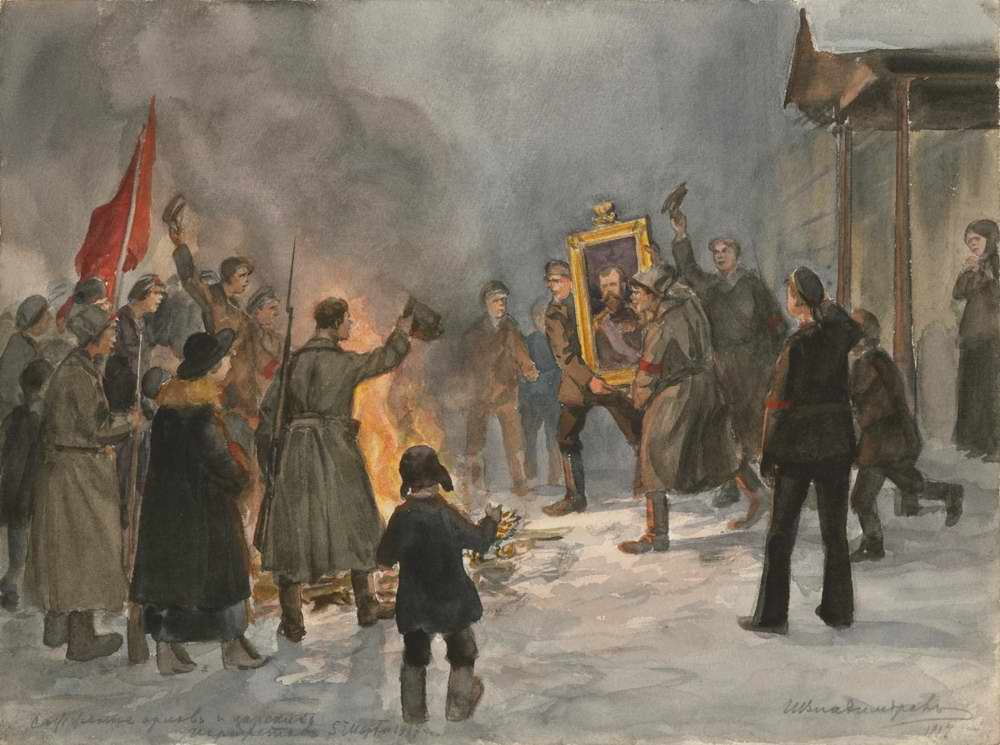
ニコライ２世の肖像の焼却。 Ivan Vladimirov作。

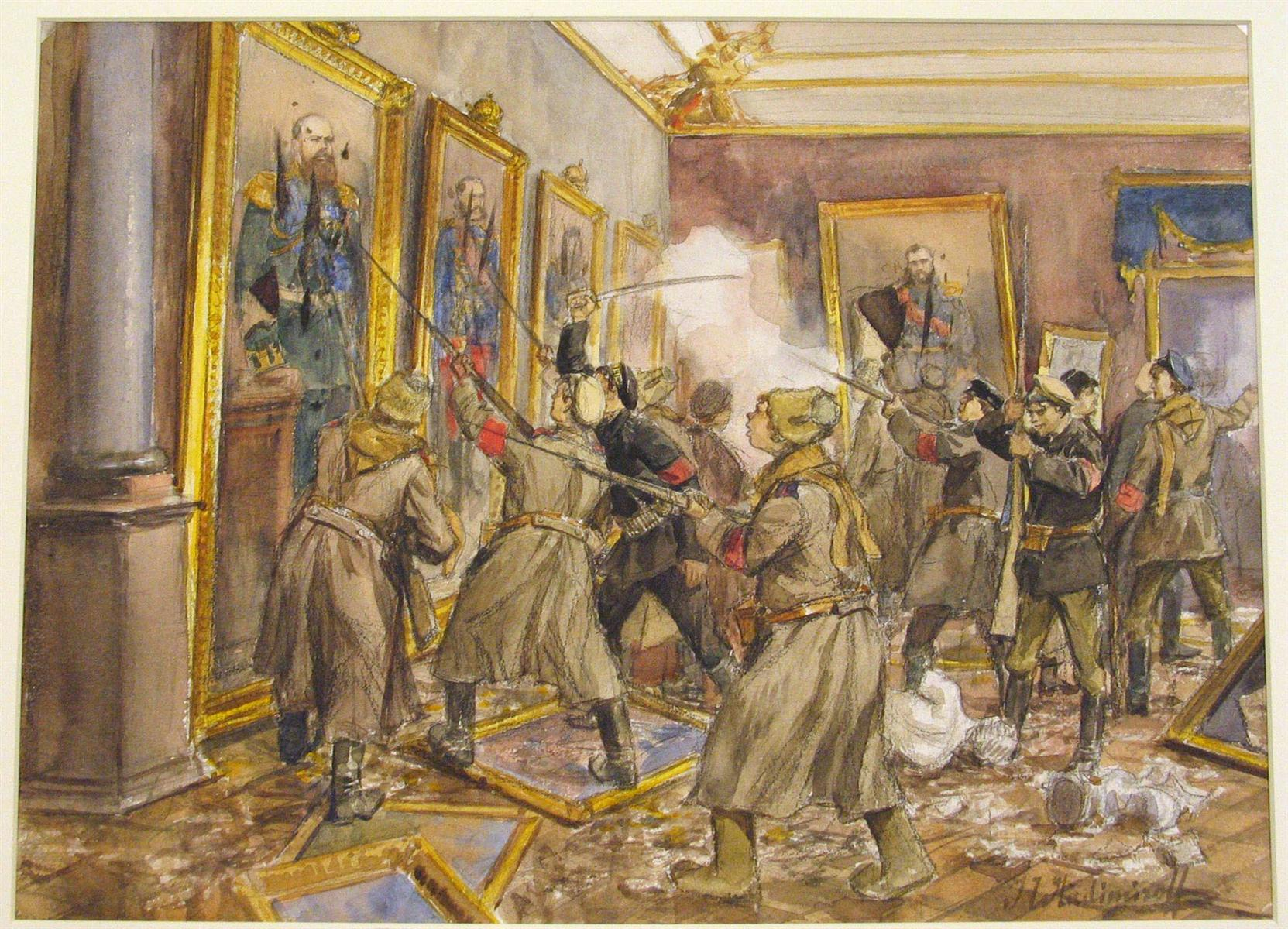
赤軍による冬宮の破壊。 Ivan Vladimirov作。

処分地について噂がエカテリンブルクで広まった翌日の早朝、ユロフスキーは遺体を除去し、他の場所（北緯56度56分32秒 東経60度28分24秒 / 北緯56.942222度 東経60.473333度）に隠した。遺体を運ぶ車が次に選ばれた所に向かう途中で壊れると、ユロフスキーは新たな手配を行い、枕木で覆い、コプチャキ街道（北緯56度54分41秒 東経60度29分44秒 / 北緯56.9113628度 東経60.4954326度）の土をかけながら瓦礫で塞いで隠した穴に硫酸で覆った遺体のほとんどを埋葬し、轍はエカテリンブルクの19キロメートル (12 mi)北で途絶えた。
7月19日午後、フィリップ・ゴロシェキンはグラヌイプロスペクトのオペラハウスで「殺人者ニコライ」が射殺され、家族は他の場所に連行されたと発表した。スヴェルドロフは「妻と息子は安全な場所に連行されている」と締めくくりながら「ニコライの処刑:血塗られた王冠の殺人者がブルジョアのやり方ではなく新しい民主主義原則に従って射殺された」とエカテリンブルクの地元新聞が報道する許可を得た。公式の発表は、2日後に全国紙に現れた。皇帝はチェコスロバキア軍が接近していることにより提起された圧力の下、ウラル・ソビエトの命令により処刑されたと報じた。
エカテリンブルクでの皇帝一家殺害直後には、27人以上の友人や親族（ロマノフ家14人と側近や召し使いの内の13人）が7月18日にアラパエフスクで、9月4日にペルミで、1919年1月24日にペトロパヴロフスク要塞でボリシェヴィキにより殺害された。しかし帝室の場合と違い、アラパエフスクとペルミで虐殺された遺体は、それぞれ1918年10月と1919年5月に白軍により発見された。この内、エリザヴェータ・フョードロヴナ（アレクサンドラの姉妹）とそれに付き従っていた修道女のバルバラだけはエルサレムのマグダラのマリア教会に埋葬されたことが知られている。
ソビエト政府による公式の発表ではウラル・ソビエトの決定に責任があるとしているが、レフ・トロツキーの日記への記載は、命令がレーニン自身により行われたことを示唆していると伝えられている。トロツキーは書いた。
モスクワへの次の訪問は、エカテリンブルク陥落の後に行った。スヴェルドロフへの話で私は尋ねた。「ツァーリはどこだ。」スヴェルドロフは答えた。「射殺した。」「（家族）全員を？」私は明らかに驚きの色を見せて尋ねた。「全員だ。」とスヴェルドロフは答えた。「それがどうした。」スヴェルドロフは私の反応を見るために待っていた。私は返事をしなかった。「誰がその決定をしたのか？」私は尋ねた。「私たちがここで決めた。イリイチ（レーニン）は私たちが特に現在の困難な環境の下で再結集する生きた旗印を白軍に残すべきではないと考えた。」
しかし2011年現在レーニンかスヴェルドロフが命令を与えた決定的な証拠はない。ロマノフ家の射殺に関するロシア連邦捜査委員会の1993年の調査の指導者V・N・ソロヴョフは、レーニンかスヴェルドロフに責任があることを示す確かな文書はないと断定している。ソロヴョフは言った。
無罪の推定によると何人も有罪の証明なくして刑事上法的責任を要求されるものではない。刑事事件では弁明で得られるもの全てを採用する公文書の出典にとって前代未聞の探索がロシア最大の公文書館であるロシア連邦国立公文書館の館長セルゲイ・ミロネンコのように権威ある専門家により指揮された。この研究はこの主題に関する主な専門家（歴史学者や古文書の保管者）が関わった。そして今日、レーニンやスヴェルドロフが主導権を握ったことを証明する確かな文書はないと自信をもって言える—V.N. Solovyov。
1993年、1922年にヤコフ・ユロフスキーが行った報告が出版された。報告によると、チェコ軍団の部隊がエカテリンブルクに迫ってきていた。1918年7月17日、軍団が町を占領した後にニコライを解放することを恐れたユロフスキーらボリシェヴィキの看守は、ニコライと家族を殺害した。翌日、ユロフスキーはスヴェルドロフへの報告を携えてモスクワに向けて出発した。チェコ軍団がエカテリンブルクを占領した際、ユロフスキーのアパートは略奪を受けたという。
長年にわたり多くの人が不運な一家の生存者を名乗った。1979年5月、一家と家臣のほとんどの遺族が共産主義の崩壊まで発見事項を秘密にしていたアマチュア探偵のアレクサンドル・アヴドーニンとボリシェヴィキ出身の両親を持つ映画監督のゲリー・リャボフによって発見された。1991年7月、家族5人（ツァーリと皇后、娘3人）の遺体が掘り出された。法医学検査とDNA検査の後で遺体はピョートル1世以来のロシアのほとんどの皇帝が埋葬されているサンクトペテルブルクの首座使徒ペトル・パウェル大聖堂の聖エカチェリーナ礼拝堂に国葬の礼をもって安置された。ボリス・エリツィンと夫人のナイーナ・エリツィナは、マイケル・オブ・ケントなどのロマノフ家の関係者と共に葬儀に参列した。アレクセイ皇太子と娘の1人の残り二体は、2007年に発見された。
2000年8月15日、ロシア正教会は「謙遜、忍耐、柔和」の故に一家を新致命者として列聖したと発表した。しかし問題に先立つ激しい議論を反映しながら聖職者はロマノフ家を殉教したが、一方で受難者と宣言した（ロマノフ家の列聖参照）。2008年10月1日、ロシア最高裁判所はニコライ2世は抑圧の犠牲者であるので復権すると定めた。
1918年にロマノフ家の人々を射殺したボリシェヴィキはすでに死亡しているが、2010年8月26日、ロシアの法廷は、ニコライ2世と家族の殺害について調査を再開するよう命じた。ロシア検事総長の主な捜査部門は、犯罪から時間が経過し、責任者は死亡しているためニコライ殺害に関する犯罪捜査は正式に終了していると言った。しかし、ツァーリの親族担当の弁護士や地元の報道機関によると、モスクワのバスマンヌイ区裁判所は、最高裁判所が殺人行為について国家の責任を追及することは実行犯が死んでいることとは無関係であると裁定したため、事件捜査の再開を命じた。

## 参照
1. 1 2  William H. Honan (12 August 1992), A Playwright Applies His Craft To Czar Nicholas II's Last Days, New York Times 2017年2月25日閲覧。
2. ↑  Clifford J Levy (25 November 2007), Sleuths say they've found the last Romanovs, The New York Times 2016年9月30日閲覧。
3. 1 2  Wendy Slater, p.153
4. ↑   From the archive, 22 July 1918: Ex-tsar Nicholas II executed, The Guardian, (22 July 2015) 2016年9月29日閲覧。
5. ↑  Joshua Hammer (November 2010), Resurrecting the Czar, Smithsonian 2016年9月29日閲覧。
6. ↑  Massie, p. 16
7. 1 2 3 4  Rappaport, p 218
8. 1 2   Photographic scans of Sokolov's investigation, published in 1924, (18 December 2015) 2017年3月9日閲覧。
9. 1 2 3  Massie, p. 19
10. 1 2 3 4  Rappaport, p. 219
11. 1 2  Michael D Coble (26 September 2011), The identification of the Romanovs: Can we (finally) put the controversies to rest?, Investigative Genetics 2016年9月30日閲覧。
12. 1 2  Rappaport, p. 220
13. ↑   The mystery of the Romanovs' untimely demise - Page 4, Russia Beyond the Headlines 2017年1月15日閲覧。
14. 1 2  “Romanovs laid to rest”. BBC News. (1998年7月17日)
15. 1 2  Alec Luhn (23 September 2015), Russia reopens criminal case on 1918 Romanov royal family murders, The Guardian 2016年9月30日閲覧。
16. ↑  Rappaport, Four Sisters (2014), p. 381
17. ↑  Robert Gellately. Lenin, Stalin, and Hitler: The Age of Social Catastrophe Knopf, 2007 ISBN 1-4000-4005-1 p. 65.
18. ↑  Figes, Orlando (1997). A People's Tragedy: The Russian Revolution 1891–1924. Penguin Books. p. 638. ISBN 0-19-822862-7
19. 1 2  King, G. (1999). The Last Empress, Replica Books, p. 358. ISBN 0735101043.
20. 1 2  The Daily Telegraph (2011年1月17日). “No proof Lenin ordered last Tsar's murder”
21. ↑  “Расследование убийства Николая II и его семьи, продолжавшееся 18 лет, объявлено завершенным” (ロシア語).   НТВ-новости. 2013年2月11日時点のオリジナルよりアーカイブ。2012年12月29日閲覧。
22. 1 2 3  “"Уголовное дело цесаревича Алексея". На вопросы обозревателя "Известий" Татьяны Батенёвой ответил следователь по особо важным делам Следственного комитета Российской Федерации Владимир Соловьёв”. (2011年1月17日)
23. 1 2  Интервью следователя Соловьёв, Владимир Николаевич (следователь) – В. Н. Соловьёва и Аннинский, Лев Александрович – Л. А. Аннинского (2008年) (ロシア語). http://www.dostoinstvo.zolt.ru/index.php?module=articles&c=articles&b=1&a=16{{cite news}}:  CS1メンテナンス: 複数の名前/author (カテゴリ)
24. 1 2 3  Rappaport, p. 142
25. ↑  The Associated Press (18 July 1998), Address by Yeltsin: 'We Are All Guilty', The New York Times 2017年4月3日閲覧。
26. 1 2  Martin Vennard (27 June 2012), Tsar Nicholas - exhibits from an execution, BBC News 2017年4月3日閲覧。
27. ↑  Tames, p. 56
28. 1 2 3  セベスチェン 2017, p. 下202-3.
29. 1 2  セベスチェン 2017, p. 下203.
30. ↑  セベスチェン 2017, p. 下208.
31. ↑  セベスチェン 2017, p. 下204.
32. ↑  Tames, p. 62
33. ↑  中野京子『名画で読み解く ロマノフ家12の物語』光文社、2014年、220頁。ISBN 978-4-334-03811-3。
34. ↑  Rappaport, Four Sisters (2014) p. 371
35. 1 2  Radzinsky, p. 383
36. 1 2 3 4  Rappaport, p. 22
37. ↑  John Browne, Hidden Account of the Romanovs, p. 471
38. 1 2 3  Rappaport, Four Sisters (2014), p. 377
39. 1 2 3 4 5  Rappaport, p. 20
40. 1 2  Rappaport, p. 23
41. ↑  Rappaport, p. 102
42. 1 2  Rappaport, p. 31
43. ↑  Rappaport, Four Sisters (2014), p. 372
44. ↑  Massie, p. 283
45. ↑  King G. and Wilson P., p. 127
46. ↑  Rappaport, p. 27
47. ↑  Massie, p. 278
48. 1 2  Rappaport, p. 16
49. ↑  Massie, p. 289
50. 1 2 3  Rappaport, p. 17
51. ↑  Rappaport, p. 118-119
52. 1 2  Rappaport, p. 17-18
53. ↑  Rappaport, p. 29
54. ↑  Rappaport, p. 21
55. ↑  Rappaport, p. 25
56. 1 2  Rappaport, p. 24
57. 1 2  Rappaport, p. 34
58. ↑  Rappaport, Four Sisters (2014), p. xv
59. ↑  Rappaport, Four Sisters (2014), p. xiv
60. 1 2  Rappaport, p. 157
61. ↑  Rappaport, p. 159
62. ↑  Rappaport, p. 160
63. 1 2 3  Rappaport, p. 171
64. ↑  Rappaport, p. 97
65. ↑  Rappaport, p. 140
66. ↑  Rappaport, p. 86-87
67. ↑  Bullock, David (2012) The Czech Legion 1914–20, Osprey Publishing ISBN 1780964587
68. 1 2 3  Rappaport, p. 130
69. 1 2  Rappaport, p. 125
70. 1 2  Slater, p. 53
71. ↑  Rappaport, p. 120
72. ↑  Rappaport, p. 144
73. ↑  Rappaport, p. 132
74. ↑  Rappaport, p. 134
75. ↑  Rappaport, p. 34-35
76. ↑  Rappaport, p. 117
77. ↑  Rappaport, Four Sisters (2014), p. 378
78. 1 2 3  Rappaport, p. 141
79. 1 2 3  Rappaport, p. 201
80. ↑  Rappaport, p. 167
81. ↑  Rappaport, p. 168
82. 1 2  Rappaport, p. 186
83. 1 2 3  Rappaport, p. 176
84. 1 2  Rappaport, p. 198
85. 1 2  Rappaport, p. 178
86. 1 2  Rappaport, p. 178-179
87. 1 2  Rappaport, p. 180
88. ↑  Rappaport, p. 181
89. ↑  Rappaport, p. 182
90. ↑  Montefiore, p. 644
91. ↑  Rappaport, p. 175-176
92. ↑  Rappaport, p. 179-180
93. ↑  セベスチェン 2017, p. 下205.
94. ↑  Massie (2012). The Romanovs: The Final Chapter. pp. 3–24
95. ↑  Massie (2012). The Romanovs: The Final Chapter. p. 4
96. ↑  Slater, p. 5
97. ↑  E Avadi︠a︡eva; L Zdanovich (ロシア語). Sto velikikh kazneĭ. Moskva : Veche. p. 439. ISBN 578380424X
98. ↑  William Clarke (2003). The Lost Fortune of the Tsars. St. Martin's Press. p. 66
99. 1 2 3  100 великих казней, M., Вече, 1999, p. 439 ISBN 5-7838-0424-X
100. 1 2  セベスチェン 2017, p. 下206.
101. ↑  Montefiore, p. 645
102. 1 2  Rappaport, p. 193
103. ↑  Rappaport, p. 189-190
104. ↑  Greg King; Penny Wilson (6 July 2014). The Fate of the Romanovs. Lulu.com. p. 357. ISBN 978-1-312-33381-9
105. ↑  Rappaport, p. 191
106. ↑  Massie, p. 6
107. ↑  グレッグ・キング (英語). The fate of the Romanovs. Wiley; 1 edition. p. 303
108. ↑  ヘレン・ラパポート (英語). The Last Days of the Romanovs: Tragedy at Ekaterinburg. St. Martin's Griffin; Reprint edition. p. 190
109. ↑  Radzinsky (1992), pp. 380–393
110. 1 2 3  Rappaport, p. 194
111. ↑  Jeffrey A Frank (19 July 1992), RELIVING A MASSACRE, The Washington Post 2016年10月2日閲覧。
112. 1 2 3  Slater, p. 8
113. ↑  “Василий Комлев. Последние дни семьи императора Николая II.”. rus-sky.com. 2022年12月30日閲覧。
114. ↑  Новости, Р. И. А. (20180717T0800 エラー: 日付が正しく記入されていません。（説明）). “"Штык глубоко вошел в пол". Шокирующие детали убийства царской семьи” (ロシア語). РИА Новости. 2022年12月30日閲覧。
115. ↑  Rappaport, p. 192
116. 1 2 3 4  Rappaport, p. 214
117. ↑  Kate Baklitskaya, Go East (21 January 2014), Royal dog fled from Siberia into British exile, living in shadow of Windsor Castle, The Siberian Times 2017年3月13日閲覧。
118. ↑   Excerpt of Sokolov's investigation 2017年3月9日閲覧。
119. ↑   Из архива сэра Чарльза Элиота, (18 December 2015) 2017年3月9日閲覧。
120. ↑  Rappaport, p. 195
121. ↑  Rappaport, p. 200
122. ↑  Rappaport, p. 208
123. 1 2 3 4  Massie, p. 26
124. ↑  Rappaport, p. 196
125. 1 2 3 4  Rappaport, p. 197
126. 1 2 3  Slater, p. 9
127. ↑  Slater, p. 10
128. ↑  Подлинная судьба Николая II, или Кого убили в Ипатьевском доме?Сенин Юрий Иванович
129. ↑  https://litresp.ru/kniga/ru/%D0%A1/senin-yurij-ivanovich/podlinnaya-sudjba-nikolaya-ii-ili-kogo-ubili-v-ipatjevskom-dome
130. ↑  https://www.alexanderpalace.org/palace/YurovskyNoteEnglish.php
131. ↑  Воспоминания коменданта дома Ипатьева Я.М. Юровского «Последний царь нашел свое место».
Подлинник.
132. ↑  Rappaport, p. 199
133. 1 2  Rappaport, p. 203
134. ↑  Rappaport, p. 202
135. ↑  Rappaport, p. 204
136. ↑  Slater, p. 13-14
137. 1 2 3  Rappaport, p. 205
138. ↑  Massie, p. 27
139. 1 2 3  Luke Harding (2007年8月25日). “Bones found by Russian builder finally solve riddle of the missing Romanovs”. The Guardian 2017年3月13日閲覧。
140. ↑  Eve M. Kahn (3 April 2014), Treasures and Trivia of the Romanov Era, New York Times 2017年3月30日閲覧。
141. ↑  Rappaport, Four Sisters (2014), p. 379
142. ↑  Massie, p. 124
143. ↑  Massie, p. 8
144. ↑  Massie, p. 10
145. ↑  Massie, p. 39
146. ↑  Massie, p. 123
147. ↑  Rappaport, p. 212
148. ↑  Alla Astanina (18 April 2015), Nikolai Sokolov: The man who revealed the story of the Romanov killings, Russia Beyond the Headlines 2017年3月10日閲覧。
149. ↑  Remnick, Reporting: Writings from the New Yorker, p. 222
150. ↑   Sokolov, p. 12
151. ↑  Slater, p. 45
152. 1 2  Massie, p. 30
153. ↑  Massie, p. 31
154. ↑   The Last Tsar, Russian Archives Online 2017年4月15日閲覧。
155. ↑  Rappaport, p. 221
156. ↑   Russia dig finds 'tsar's family', BBC News, (24 August 2007) 2017年3月13日閲覧。
157. ↑  Anna Malpas, 100 years on, debate rolls on over Russia's last tsar, Yahoo News 2017年3月13日閲覧。
158. 1 2  Rappaport, p. 215"
159. ↑  Paul Gilbert (18 July 2014), Communists Lay Flowers at the Grave of the Murderer of Russia's Imperial Family, Royal Russia News 2016年10月1日閲覧。
160. ↑  Radzinsky, p. 383
161. ↑  Plotnikov, Ivan (2003). О команде убийц царской семьи и ее национальном составе Журнальный зал, No. 9 （ロシア語）
162. ↑  Rappaport, p. 127
163. ↑  Rappaport, p. 216
164. ↑  Yakov Yurovsky, a biographical sketch adapted from King, Greg; Wilson, Penny (2005). The Fate of the Romanovs. Wiley. ISBN 978-0471727972.
165. ↑  Radzinsky, p 430.
166. ↑  Rappaport, p. 137
167. ↑  Rappaport, p. 139
168. ↑  Rappaport, p. 206
169. ↑  Rappaport, p. 208
170. ↑  Rappaport, p. 207
171. ↑  Steinberg, Mark D.; Khrustalëv, Vladimir M.; Tucker, Elizabeth (1995). The Fall of the Romanovs. Yale University Press. ISBN 0-300-07067-5
172. 1 2  King & Wilson, Epilogue section
173. ↑  Massie, p. 251
174. ↑  Rappaport, p. 213
175. ↑  “Convent of Saint Mary Magdalene”. www.jerusalem-mission.org. 2020年11月29日閲覧。
176. ↑  “Murder of the Imperial Family – Yurovsky Note 1922 English”. Alexander Palace. 2015年11月21日閲覧。
177. ↑  Massie, pp. 32–35
178. ↑  Massie, pp. 40 ff.
179. ↑  Покаяние. Материалы правительственной комиссии по изучению вопросов, связанных с исследованием и перезахоронением останков Российского Императора Николая II и членов его семьи (Repentance. Proceedings of the government commission to study issues related to the study and reburial of the remains of the Russian Emperor Nicholas II and his family) ISBN 5-87468-039-X
180. ↑  Gill, P; Ivanov, PL; Kimpton, C; Piercy, R; Benson, N; Tully, G; Evett, I; Hagelberg, E et al. (1994). “Identification of the remains of the Romanov family by DNA analysis”. Nature Genetics 6 (2):  130–5. doi:10.1038/ng0294-130. PMID 8162066.
181. ↑  Coble, Michael D. (2009). “Mystery solved: the identification of the two missing Romanov children using DNA analysis”. PLOS ONE 4 (3):  e4838. doi:10.1371/journal.pone.0004838. PMC 2652717. PMID 19277206.
182. 1 2  
“Nicholas II And Family Canonized For 'Passion'”. New York Times. (2000年8月15日) 2008年12月10日閲覧。
183. ↑  BBCNews (1 October 2008). Russia's last tsar rehabilitated. Retrieved on 1 October 2008
184. ↑  Blomfield, Adrian (1 October 2008). Russia exonerates Tsar Nicholas II The Telegraph.
185. ↑  “Russia: Inquiry Into Czar's Killing Is Reopened”. The New York Times. (2010年8月27日)